# Lijst van vlinders in Nederland
Deze lijst van vlinders in Nederland bevat alle in Nederland voorkomende "macro-nachtvlinders" en dagvlinders.
| Wetenschappelijke naam          | Nederlandse naam                  | Afbeelding |
| ------------------------------- | --------------------------------- | ---------- |
| Abraxas grossulariata           | Bonte bessenvlinder               |            |
| Abraxas sylvata                 | Porseleinvlinder                  |            |
| Abrostola tripartita            | Brandnetelkapje                   |            |
| Abrostola triplasia             | Donker brandnetelkapje            |            |
| Acanthopsyche atra              | Zwarte heidezakdrager             |            |
| Acasis viretata                 | Groene blokspanner                |            |
| Acentria ephemerella            | Duikermot                         |            |
| Acherontia atropos              | Doodshoofdvlinder                 |            |
| Achlya flavicornis              | Lente-orvlinder                   |            |
| Achroia grisella                | Kleine wasmot                     |            |
| Acleris abietana                | Dennenboogbladroller              |            |
| Acleris aspersana               | Bruingele boogbladroller          |            |
| Acleris bergmanniana            | Gouden boogbladroller             |            |
| Acleris comariana               | Okergele driehoekbladroller       |            |
| Acleris cristana                | Diamantborsteltje                 |            |
| Acleris emargana                | Gehakkelde bladroller             |            |
| Acleris ferrugana               | Lichte boogbladroller             |            |
| Acleris forsskaleana            | Kleine boogbladroller             |            |
| Acleris hastiana                | Kameleonbladroller                |            |
| Acleris holmiana                | Rode driehoekbladroller           |            |
| Acleris hyemana                 | Variabele heidebladroller         |            |
| Acleris kochiella               | Iepenbladroller                   |            |
| Acleris laterana                | Variabele driehoekbladroller      |            |
| Acleris lipsiana                | Grijze boogbladroller             |            |
| Acleris literana                | Groene boogbladroller             |            |
| Acleris logiana                 | Witte boogbladroller              |            |
| Acleris lorquiniana             | Satijnboogbladroller              |            |
| Acleris notana                  | Oranje boogbladroller             |            |
| Acleris permutana               | Rozenboogbladroller               |            |
| Acleris quercinana              | Eikenboogbladroller               |            |
| Acleris rhombana                | Gehoekte boogbladroller           |            |
| Acleris rufana                  | Gezoomde boogbladroller           |            |
| Acleris scabrana                | Zwartnekboogbladroller            |            |
| Acleris schalleriana            | Zuidelijke boogbladroller         |            |
| Acleris shepherdana             | Spireaboogbladroller              |            |
| Acleris sparsana                | Esdoornboogbladroller             |            |
| Acleris variegana               | Witschouderbladroller             |            |
| Acompsia cinerella              | Fluweelpalpmot                    |            |
| Acontia lucida                  | Bleekschouderuil                  |            |
| Acrobasis advenella             | Mutsjeslichtmot                   |            |
| Acrobasis consociella           | Eikentopspinselmot                |            |
| Acrobasis glaucella             | Crème eikenlichtmot               |            |
| Acrobasis marmorea              | Hoekige mutsjeslichtmot           |            |
| Acrobasis repandana             | Oranje eikenlichtmot              |            |
| Acrobasis sodalella             | Stoffige eikenlichtmot            |            |
| Acrobasis suavella              | Roodstreepmutsjeslichtmot         |            |
| Acrobasis tumidana              | Rode eikenlichtmot                |            |
| Acrocercops brongniardella      | Zilvermijnmot                     |            |
| Acrolepia autumnitella          | Bitterzoetmot                     |            |
| Acrolepiopsis assectella        | Preimot                           |            |
| Acronicta aceris                | Bont schaapje                     |            |
| Acronicta alni                  | Elzenuil                          |            |
| Acronicta auricoma              | Goudhaaruil                       |            |
| Acronicta cuspis                | Grote drietand                    |            |
| Acronicta euphorbiae            | Wolfsmelkuil                      |            |
| Acronicta leporina              | Schaapje                          |            |
| Acronicta megacephala           | Schilddrager                      |            |
| Acronicta menyanthidis          | Veenheide-uil                     |            |
| Acronicta psi                   | Psi-uil                           |            |
| Acronicta rumicis               | Zuringuil                         |            |
| Acronicta strigosa              | Moerasbos-uil                     |            |
| Acronicta tridens               | Drietand                          |            |
| Actebia praecox                 | Slanke groenuil                   |            |
| Actinotia polyodon              | Gevlamde uil                      |            |
| Adaina microdactyla             | Dwergvedermot                     |            |
| Adela croesella                 | Gebandeerde langsprietmot         |            |
| Adela cuprella                  | Wilgenlangsprietmot               |            |
| Adela reaumurella               | Smaragdlangsprietmot              |            |
| Adela violella                  | Hertshooilangsprietmot            |            |
| Adoxophyes orana                | Vruchtbladroller                  |            |
| Adscita statices                | Metaalvlinder                     |            |
| Aethalura punctulata            | Berkenspikkelspanner              |            |
| Aethes beatricella              | Beatricebladroller                |            |
| Aethes cnicana                  | C-smalsnuitje                     |            |
| Aethes dilucidana               | Pastinaaksmalsnuitje              |            |
| Aethes flagellana               | Kruisdistelsmalsnuitje            |            |
| Aethes francillana              | Peensmalsnuitje                   |            |
| Aethes hartmanniana             | Beemdkroonsmalsnuitje             |            |
| Aethes margaritana              | Roestbandsmalsnuitje              |            |
| Aethes piercei                  | Schijnbeemdkroonsmalsnuitje       |            |
| Aethes rubigana                 | Donker c-smalsnuitje              |            |
| Aethes rutilana                 | Kanariesmalsnuitje                |            |
| Aethes smeathmanniana           | Kommabladroller                   |            |
| Aethes tesserana                | Prachtsmalsnuitje                 |            |
| Aethes tornella                 | Breedbandsmalsnuitje              |            |
| Aethes triangulana              | Triangelbladroller                |            |
| Aethes williana                 | Geschaafd smalsnuitje             |            |
| Agapeta hamana                  | Distelbladroller                  |            |
| Agapeta zoegana                 | Kanariepietje                     |            |
| Agdistis bennetii               | Lamsoorvedermot                   |            |
| Aglais io                       | Dagpauwoog                        |            |
| Aglais urticae                  | Kleine vos                        |            |
| Aglia tau                       | tauvlinder                        |            |
| Aglossa caprealis               | Bliksemlichtmot                   |            |
| Aglossa pinguinalis             | Vetmot                            |            |
| Agonopterix alstromeriana       | Blauwvlekkaartmot                 |            |
| Agonopterix angelicella         | Moeraskaartmot                    |            |
| Agonopterix arenella            | Bleke kaartmot                    |            |
| Agonopterix assimilella         | Gele bremkaartmot                 |            |
| Agonopterix atomella            | Heidebremkaartmot                 |            |
| Agonopterix capreolella         | Bevernelkaartmot                  |            |
| Agonopterix ciliella            | Bonte kaartmot                    |            |
| Agonopterix cnicella            | Kruisdistelkaartmot               |            |
| Agonopterix conterminella       | Wilgenkaartmot                    |            |
| Agonopterix curvipunctosa       | Waddenkaartmot                    |            |
| Agonopterix heracliana          | Gewone kaartmot                   |            |
| Agonopterix kaekeritziana       | Heldergele kaartmot               |            |
| Agonopterix laterella           | Korenbloemkaartmot                |            |
| Agonopterix liturosa            | Sint-janskaartmot                 |            |
| Agonopterix nanatella           | Driedistelkaartmot                |            |
| Agonopterix nervosa             | Spitse kaartmot                   |            |
| Agonopterix ocellana            | Roodvlekkaartmot                  |            |
| Agonopterix pallorella          | Zwartstreepkaartmot               |            |
| Agonopterix propinquella        | Zwartvlekkaartmot                 |            |
| Agonopterix purpurea            | Purperkaartmot                    |            |
| Agonopterix scopariella         | Vale bremkaartmot                 |            |
| Agonopterix subpropinquella     | Distelkaartmot                    |            |
| Agonopterix umbellana           | Gaspeldoornkaartmot               |            |
| Agonopterix yeatiana            | Peenkaartmot                      |            |
| Agriopis aurantiaria            | Najaarsspanner                    |            |
| Agriopis leucophaearia          | Kleine voorjaarsspanner           |            |
| Agriopis marginaria             | Grote voorjaarsspanner            |            |
| Agriphila deliella              | Zwartstreepgrasmot                |            |
| Agriphila geniculea             | Gepijlde grasmot                  |            |
| Agriphila inquinatella          | Moerasgrasmot                     |            |
| Agriphila latistria             | Witlijngrasmot                    |            |
| Agriphila selasella             | Smalle witlijngrasmot             |            |
| Agriphila straminella           | Blauwooggrasmot                   |            |
| Agriphila tristella             | Variabele grasmot                 |            |
| Agrius convolvuli               | Windepijlstaart                   |            |
| Agrochola circellaris           | Bruine herfstuil                  |            |
| Agrochola helvola               | Roodachtige herfstuil             |            |
| Agrochola litura                | Zwartgevlekte herfstuil           |            |
| Agrochola lota                  | Zwartstipvlinder                  |            |
| Agrochola lychnidis             | Variabele herfstuil               |            |
| Agrochola macilenta             | Geelbruine herfstuil              |            |
| Agrochola nitida                | Roodbruine herfstuil              |            |
| Agrotera nemoralis              | Haagbeukmot                       |            |
| Agrotis cinerea                 | Grijze worteluil                  |            |
| Agrotis clavis                  | Geoogde worteluil                 |            |
| Agrotis exclamationis           | Gewone worteluil                  |            |
| Agrotis ipsilon                 | Grote worteluil                   |            |
| Agrotis puta                    | Puta-uil                          |            |
| Agrotis ripae                   | Duinworteluil                     |            |
| Agrotis segetum                 | Gewone velduil                    |            |
| Agrotis trux                    | Zuidelijke worteluil              |            |
| Agrotis vestigialis             | Bonte worteluil                   |            |
| Alabonia geoffrella             | Trompetmotje                      |            |
| Alcis bastelbergeri             | Gevlekte spikkelspanner           |            |
| Alcis jubata                    | Baardmosspikkelspanner            |            |
| Alcis repandata                 | Variabele spikkelspanner          |            |
| Aleimma loeflingiana            | Zonnesproetbladroller             |            |
| Aleucis distinctata             | Prunusspanner                     |            |
| Alloclemensia mesospilella      | Witpuntbladsnijdermot             |            |
| Allophyes oxyacanthae           | Meidoornuil                       |            |
| Alsophila aceraria              | Najaarsboomspanner                |            |
| Alsophila aescularia            | Voorjaarsboomspanner              |            |
| Altenia scriptella              | Aakpalpmot                        |            |
| Alucita grammodactyla           | Duifkruidwaaiermot                |            |
| Alucita hexadactyla             | Waaiermot                         |            |
| Amata phegea                    | Phegeavlinder                     |            |
| Amblyptilia acanthadactyla      | Scherphoekvedermot                |            |
| Ammoconia caecimacula           | Nazomeruil                        |            |
| Amphipoea fucosa                | Geelbruine vlekuil                |            |
| Amphipoea lucens                | Hoogveenvlekuil                   |            |
| Amphipoea oculea                | Roodbruine vlekuil                |            |
| Amphipyra berbera               | Schijn-piramidevlinder            |            |
| Amphipyra perflua               | Grote piramidevlinder             |            |
| Amphipyra pyramidea             | Piramidevlinder                   |            |
| Amphipyra tragopoginis          | Boksbaardvlinder                  |            |
| Amphisbatis incongruella        | Inktmot                           |            |
| Anacampsis blattariella         | Spikkelpalpmot                    |            |
| Anacampsis populella            | Populierenspikkelpalpmot          |            |
| Anacampsis temerella            | Wilgspikkelpalpmot                |            |
| Anania coronata                 | Gewone coronamot                  |            |
| Anania crocealis                | Gegolfde lichtmot                 |            |
| Anania funebris                 | Lichtbalmot                       |            |
| Anania fuscalis                 | Hengellichtmot                    |            |
| Anania hortulata                | Brandnetelmot                     |            |
| Anania lancealis                | Lichte coronamot                  |            |
| Anania perlucidalis             | Donkere coronamot                 |            |
| Anania stachydalis              | Bonte coronamot                   |            |
| Anania terrealis                | Guldenroedelichtmot               |            |
| Anania verbascalis              | Salielichtmot                     |            |
| Anaplectoides prasina           | Bruine groenuil                   |            |
| Anarsia lineatella              | Perzikscheutboorder               |            |
| Anarsia spartiella              | Bremscheutboorder                 |            |
| Anarta myrtilli                 | Roodbont heide-uiltje             |            |
| Ancylis achatana                | Dwarsstreephaakbladroller         |            |
| Ancylis apicella                | Fijngestreepte haakbladroller     |            |
| Ancylis badiana                 | Bonte haakbladroller              |            |
| Ancylis comptana                | Kleine haakbladroller             |            |
| Ancylis diminutana              | Lichte haakbladroller             |            |
| Ancylis geminana                | Grijze haakbladroller             |            |
| Ancylis laetana                 | Witte haakbladroller              |            |
| Ancylis mitterbacheriana        | Oranje haakbladroller             |            |
| Ancylis myrtillana              | Bosbeshaakbladroller              |            |
| Ancylis obtusana                | Rossige haakbladroller            |            |
| Ancylis paludana                | Puntige haakbladroller            |            |
| Ancylis tineana                 | Bruine haakbladroller             |            |
| Ancylis uncella                 | Heidehaakbladroller               |            |
| Ancylis unculana                | Purperrode haakbladroller         |            |
| Ancylis unguicella              | Slanke haakbladroller             |            |
| Ancylis upupana                 | Zwarte haakbladroller             |            |
| Ancylosis oblitella             | Levervlekmot                      |            |
| Anerastia lotella               | Helmgrasmot                       |            |
| Angerona prunaria               | Oranje iepentakvlinder            |            |
| Anthocharis cardamines          | Oranjetipje                       |            |
| Anthophila fabriciana           | Brandnetelmotje                   |            |
| Anticlea derivata               | Getekende rozenspanner            |            |
| Anticollix sparsata             | Wederikdwergspanner               |            |
| Antispila metallella            | Grote kornoeljegaatjesmaker       |            |
| Antispila treitschkiella        | Kleine kornoeljegaatjesmaker      |            |
| Antitype chi                    | Chi-uil                           |            |
| Apamea anceps                   | Veldgrasuil                       |            |
| Apamea aquila                   | Pijpenstro-uil                    |            |
| Apamea crenata                  | Variabele grasuil                 |            |
| Apamea epomidion                | Zwartrandgrasuil                  |            |
| Apamea furva                    | Schapengrasuil                    |            |
| Apamea illyria                  | Tweekleurige grasuil              |            |
| Apamea lateritia                | Steenrode grasuil                 |            |
| Apamea lithoxylaea              | Bleke grasworteluil               |            |
| Apamea monoglypha               | Graswortelvlinder                 |            |
| Apamea oblonga                  | Zeeuwse grasworteluil             |            |
| Apamea ophiogramma              | Moerasgrasuil                     |            |
| Apamea remissa                  | Grauwe grasuil                    |            |
| Apamea scolopacina              | Bosgrasuil                        |            |
| Apamea sordens                  | Kweekgrasuil                      |            |
| Apamea sublustris               | Okergele grasuil                  |            |
| Apamea unanimis                 | Rietgrasuil                       |            |
| Apatetris kinkerella            | Apatetris kinkerella              |            |
| Apatura ilia                    | Kleine weerschijnvlinder          |            |
| Apatura iris                    | Grote weerschijnvlinder           |            |
| Apeira syringaria               | Seringenvlinder                   |            |
| Aphantopus hyperantus           | Koevinkje                         |            |
| Aphelia ochreana                | Aphelia ochreana                  |            |
| Aphelia paleana                 | Gele bladroller                   |            |
| Aphelia viburnana               | Oranjegele bladroller             |            |
| Aphomia sociella                | Hommelnestmot                     |            |
| Aphomia zelleri                 | Duinmosmot                        |            |
| Aplasta ononaria                | Stalkruidspanner                  |            |
| Aplocera efformata              | Sint-janskruidblokspanner         |            |
| Aplocera plagiata               | Streepblokspanner                 |            |
| Aplota palpella                 | Langsnoetmot                      |            |
| Apocheima hispidaria            | Voorjaarsspanner                  |            |
| Apoda limacodes                 | Slakrups                          |            |
| Apodia bifractella              | Heelblaadjespalpmot               |            |
| Apomyelois bistriatella         | Koolzwammot                       |            |
| Aporia crataegi                 | Groot geaderd witje               |            |
| Aporophyla australis            | Geveerde witvleugeluil            |            |
| Aporophyla lueneburgensis       | Heidewitvleugeluil                |            |
| Aporophyla lutulenta            | Bruine witvleugeluil              |            |
| Aporophyla nigra                | Zwarte witvleugeluil              |            |
| Apotomis betuletana             | Berkenmarmerbladroller            |            |
| Apotomis capreana               | Wilgenmarmerbladroller            |            |
| Apotomis infida                 | Noordse marmerbladroller          |            |
| Apotomis lineana                | Bruine marmerbladroller           |            |
| Apotomis sauciana               | Donkere marmerbladroller          |            |
| Apotomis semifasciana           | Grijze marmerbladroller           |            |
| Apotomis sororculana            | Variabele marmerbladroller        |            |
| Apotomis turbidana              | Zwartwitte marmerbladroller       |            |
| Aproaerema anthyllidella        | Wondklaverpalpmot                 |            |
| Apterona helicoidella           | Slakkenhuiszakdrager              |            |
| Araschnia levana                | Landkaartje                       |            |
| Archanara algae                 | Moerasplantenboorder              |            |
| Archanara dissoluta             | Geelbruine rietboorder            |            |
| Archanara geminipuncta          | Gestippelde rietboorder           |            |
| Archanara neurica               | Witkraagrietboorder               |            |
| Archanara sparganii             | Egelskopboorder                   |            |
| Archiearis notha                | Oranje espenspanner               |            |
| Archiearis parthenias           | Oranje berkenspanner              |            |
| Archips betulana                | Berkenbladroller                  |            |
| Archips crataegana              | Meidoornbladroller                |            |
| Archips oporana                 | Fraaie dennenbaldroller           |            |
| Archips podana                  | Grote appelbladroller             |            |
| Archips rosana                  | Heggenbladroller                  |            |
| Archips xylosteana              | Gevlamde bladroller               |            |
| Arctia caja                     | Grote beer                        |            |
| Arctia festiva                  | Engelse beer                      |            |
| Arctia villica                  | Roomvlek                          |            |
| Arctornis l-nigrum              | Zwarte l-vlinder                  |            |
| Arenostola phragmitidis         | Egale rietboorder                 |            |
| Arethusana arethusa             | Oranje steppevlinder              |            |
| Argolamprotes micella           | Frambozenpalpmot                  |            |
| Argynnis adippe                 | Bosrandparelmoervlinder           |            |
| Argynnis aglaja                 | Grote parelmoervlinder            |            |
| Argynnis niobe                  | Duinparelmoervlinder              |            |
| Argynnis paphia                 | Keizersmantel                     |            |
| Argyresthia abdominalis         | Oranje vlekpedaalmot              |            |
| Argyresthia albistria           | Sleedoornpedaalmot                |            |
| Argyresthia arceuthina          | Goudglanzende pedaalmot           |            |
| Argyresthia aurulentella        | Gestreepte pedaalmot              |            |
| Argyresthia bergiella           | Donkere sparpedaalmot             |            |
| Argyresthia bonnetella          | Variabele pedaalmot               |            |
| Argyresthia brockeella          | Sierlijke pedaalmot               |            |
| Argyresthia conjugella          | Grote pedaalmot                   |            |
| Argyresthia curvella            | Appelpedaalmot                    |            |
| Argyresthia dilectella          | Wimpelpedaalmot                   |            |
| Argyresthia fundella            | Grofgevlekte pedaalmot            |            |
| Argyresthia glabratella         | Fijnsparpedaalmot                 |            |
| Argyresthia glaucinella         | Schorspedaalmot                   |            |
| Argyresthia goedartella         | Berkenpedaalmot                   |            |
| Argyresthia illuminatella       | Zilversparpedaalmot               |            |
| Argyresthia laevigatella        | Larikspedaalmot                   |            |
| Argyresthia praecocella         | Zilverpedaalmot                   |            |
| Argyresthia pruniella           | Kersenpedaalmot                   |            |
| Argyresthia pulchella           | Kastanjekleurige pedaalmot        |            |
| Argyresthia pygmaeella          | Vale pedaalmot                    |            |
| Argyresthia reticulata          | Zuidelijke pedaalmot              |            |
| Argyresthia retinella           | Gevlekte pedaalmot                |            |
| Argyresthia semifusca           | Okerbruine pedaalmot              |            |
| Argyresthia semitestacella      | Beukenpedaalmot                   |            |
| Argyresthia sorbiella           | Bessenpedaalmot                   |            |
| Argyresthia spinosella          | Bloesempedaalmot                  |            |
| Argyresthia thuiella            | Thujamineermot                    |            |
| Argyresthia trifasciata         | Cipresmineermot                   |            |
| Argyroploce arbutella           | Kardinaalsbladroller              |            |
| Argyroploce dalecarliana        | Argyroploce dalecarliana          |            |
| Argyrotaenia ljungiana          | Bruinbandbladroller               |            |
| Aricia agestis                  | Bruin blauwtje                    |            |
| Aristotelia brizella            | Kwelderpistoolmot                 |            |
| Aristotelia ericinella          | Heidepistoolmot                   |            |
| Aristotelia subdecurtella       | Pistoolmot                        |            |
| Aroga velocella                 | Zuringpalpmot                     |            |
| Aspilapteryx tringipennella     | Weegbreesteltmot                  |            |
| Aspitates gilvaria              | Strogele spanner                  |            |
| Aspitates ochrearia             | Gele kustspanner                  |            |
| Assara terebrella               | Fijnsparkegelmot                  |            |
| Asteroscopus sphinx             | Kromzitter                        |            |
| Asthena albulata                | Wit spannertje                    |            |
| Asthena anseraria               | Kornoeljespanner                  |            |
| Atemelia torquatella            | Vanillevlekje                     |            |
| Atethmia centrago               | Essengouduil                      |            |
| Athetis gluteosa                | Bleke stofuil                     |            |
| Athetis hospes                  | Vale stofuil                      |            |
| Athetis pallustris              | Moerasspirea-uil                  |            |
| Athrips mouffetella             | Kamperfoeliepalpmot               |            |
| Athrips pruinosella             | Waddenpalpmot                     |            |
| Atolmis rubricollis             | Zwart beertje                     |            |
| Atralata albofascialis          | Donderkruidmot                    |            |
| Atremaea lonchoptera            | Lisdoddepalpmot                   |            |
| Autographa bractea              | Zilvervenster                     |            |
| Autographa gamma                | Gamma-uil                         |            |
| Autographa jota                 | Jota-uil                          |            |
| Autographa pulchrina            | Donkere jota-uil                  |            |
| Axylia putris                   | Houtspaander                      |            |
| Bacotia claustrella             | Knopzakdrager                     |            |
| Bactra furfurana                | Getekende biesbladroller          |            |
| Bactra lacteana                 | Schijnbiesbladroller              |            |
| Bactra lancealana               | Gewone biesbladroller             |            |
| Bactra robustana                | Zeebiesbladroller                 |            |
| Bactra suedana                  | Noordelijke biesbladroller        |            |
| Bankesia conspurcatella         | Voorjaarszakdrager                |            |
| Batia internella                | Dennenmosboorder                  |            |
| Batia lambdella                 | Grote mosboorder                  |            |
| Batia lunaris                   | Kleine mosboorder                 |            |
| Batrachedra pinicolella         | Gele smalvleugelmot               |            |
| Batrachedra praeangusta         | Katjessmalvleugelmot              |            |
| Bedellia somnulentella          | Potloodmot                        |            |
| Bembecia ichneumoniformis       | Klaverwespvlinder                 |            |
| Bena bicolorana                 | Grote groenuil                    |            |
| Bisigna procerella              | Naaldkunstwerkje                  |            |
| Biston betularia                | Peper-en-zoutvlinder              |            |
| Biston strataria                | Vroege spanner                    |            |
| Blastobasis adustella           | Donkere spaandermot               |            |
| Blastobasis lacticolella        | Witte spaandermot                 |            |
| Blastobasis phycidella          | Grauwe spaandermot                |            |
| Blastodacna atra                | Appelkwastmot                     |            |
| Blastodacna hellerella          | Meidoornkwastmot                  |            |
| Blastodacna vinolentella        | Donkere kwastmot                  |            |
| Bohemannia auriciliella         | Goudfranjedwergmot                |            |
| Bohemannia pulverosella         | Vroege appeldwergmot              |            |
| Bohemannia quadrimaculella      | Viervleksdwergmot                 |            |
| Boloria aquilonaris             | Veenbesparelmoervlinder           |            |
| Boloria dia                     | Paarse parelmoervlinder           |            |
| Boloria euphrosyne              | Zilvervlek                        |            |
| Boloria selene                  | Zilveren maan                     |            |
| Borkhausenia fuscescens         | Dwergsikkelmot                    |            |
| Borkhausenia luridicomella      | Geelkopdwergsikkelmot             |            |
| Borkhausenia minutella          | Schuursikkelmot                   |            |
| Borkhausenia nefrax             | Satijnvleugelsikkelmot            |            |
| Brachionycha nubeculosa         | Harige voorjaarsuil               |            |
| Brachmia blandella              | Puntvleugelpalpmot                |            |
| Brachmia dimidiella             | Vossenkopmot                      |            |
| Brachmia inornatella            | Poeltjespalpmot                   |            |
| Brachylomia viminalis           | Katwilguiltje                     |            |
| Brenthis ino                    | Purperstreepparelmoervlinder      |            |
| Bryotropha affinis              | Geelwitte mospalpmot              |            |
| Bryotropha basaltinella         | Grootvlekmospalpmot               |            |
| Bryotropha desertella           | Bruine mospalpmot                 |            |
| Bryotropha domestica            | Mospalpmot                        |            |
| Bryotropha galbanella           | Gevlekte mospalpmot               |            |
| Bryotropha senectella           | Donkere mospalpmot                |            |
| Bryotropha similis              | Witte mospalpmot                  |            |
| Bryotropha terrella             | Oranje mospalpmot                 |            |
| Bryotropha umbrosella           | Variabele mospalpmot              |            |
| Bucculatrix albedinella         | Witte iepenooglapmot              |            |
| Bucculatrix bechsteinella       | Meidoornooglapmot                 |            |
| Bucculatrix cidarella           | Elzenooglapmot                    |            |
| Bucculatrix cristatella         | Duizendbladooglapmot              |            |
| Bucculatrix demaryella          | Berkenooglapmot                   |            |
| Bucculatrix frangutella         | Vuilboomooglapmot                 |            |
| Bucculatrix maritima            | Zeeasterooglapmot                 |            |
| Bucculatrix nigricomella        | Margrietooglapmot                 |            |
| Bucculatrix noltei              | Bijvoetooglapmot                  |            |
| Bucculatrix rhamniella          | Wegedoornooglapmot                |            |
| Bucculatrix thoracella          | Lindeooglapmot                    |            |
| Bucculatrix ulmella             | Eikenooglapmot                    |            |
| Bucculatrix ulmifoliae          | Donkere iepenooglapmot            |            |
| Buckleria paludum               | Zonnedauwvedermot                 |            |
| Bupalus piniaria                | Dennenspanner                     |            |
| Buzkoiana capnodactylus         | chocolaatje                       |            |
| Cabera exanthemata              | Bruine grijsbandspanner           |            |
| Cabera pusaria                  | Witte grijsbandspanner            |            |
| Cacoecimorpha pronubana         | Anjermot                          |            |
| Cacyreus marshalli              | Geraniumblauwtje                  |            |
| Cadra cautella                  | Amandelmot                        |            |
| Calamia tridens                 | Groene weide-uil                  |            |
| Calamotropha paludella          | Lisdoddesnuitmot                  |            |
| Calliergis ramosa               | Zuidelijke kamperfoelie-uil       |            |
| Callimorpha dominula            | Bonte beer                        |            |
| Callistege mi                   | Mi-vlinder                        |            |
| Callisto denticulella           | Roestmijnmot                      |            |
| Calliteara pudibunda            | Meriansborstel                    |            |
| Callophrys rubi                 | Groentje                          |            |
| Callopistria juventina          | Varenuil                          |            |
| Calophasia lunula               | Vlasbekuiltje                     |            |
| Caloptilia alchimiella          | Goudvleksteltmot                  |            |
| Caloptilia azaleella            | Azaleasteltmot                    |            |
| Caloptilia betulicola           | Bruine berkensteltmot             |            |
| Caloptilia cuculipennella       | Grauwe steltmot                   |            |
| Caloptilia elongella            | Bruine elzensteltmot              |            |
| Caloptilia falconipennella      | Variabele elzensteltmot           |            |
| Caloptilia hemidactylella       | Bonte esdoornsteltmot             |            |
| Caloptilia populetorum          | Witte berkensteltmot              |            |
| Caloptilia robustella           | Eikensteltmot                     |            |
| Caloptilia roscipennella        | Walnootsteltmot                   |            |
| Caloptilia rufipennella         | Donkere esdoornsteltmot           |            |
| Caloptilia stigmatella          | Wilgensteltmot                    |            |
| Caloptilia suberinella          | Gevlekte berkensteltmot           |            |
| Calybites phasianipennella      | Viervleksteltmot                  |            |
| Cameraria ohridella             | Paardenkastanjemineermot          |            |
| Campaea honoraria               | Eikentak                          |            |
| Campaea margaritata             | Appeltak                          |            |
| Camptogramma bilineata          | Gestreepte goudspanner            |            |
| Canephora hirsuta               | Kleine reuzenzakdrager            |            |
| Capperia britanniodactylus      | Salievedermot                     |            |
| Capua vulgana                   | Meibladroller                     |            |
| Caradrina morpheus              | Morpheusstofuil                   |            |
| Carcharodus alceae              | Kaasjeskruiddikkopje              |            |
| Carcina quercana                | Vuurmot                           |            |
| Carpatolechia aenigma           | Sobere smalpalpmot                |            |
| Carpatolechia alburnella        | Satijnsmalpalpmot                 |            |
| Carpatolechia decorella         | Schouderstreepmot                 |            |
| Carpatolechia fugacella         | Variabele smalpalpmot             |            |
| Carpatolechia fugitivella       | Streepsmalpalpmot                 |            |
| Carpatolechia notatella         | Lichte smalpalpmot                |            |
| Carpatolechia proximella        | Smalpalpmot                       |            |
| Carterocephalus palaemon        | Bont dikkopje                     |            |
| Caryocolum alsinella            | Hoornbloemkustmot                 |            |
| Caryocolum blandella            | Grote kustmot                     |            |
| Caryocolum blandulella          | Lichte kustmot                    |            |
| Caryocolum cauligenella         | Silenekustmot                     |            |
| Caryocolum fraternella          | Bruine kustmot                    |            |
| Caryocolum kroesmanniella       | Gevlekte kustmot                  |            |
| Caryocolum marmoreum            | Oranje kustmot                    |            |
| Caryocolum proximum             | Grijze kustmot                    |            |
| Caryocolum tricolorella         | Driekleurige kustmot              |            |
| Cataclysme riguata              | Kalkbandspanner                   |            |
| Cataclysta lemnata              | Kroosvlindertje                   |            |
| Catarhoe cuculata               | Bonte walstrospanner              |            |
| Catarhoe rubidata               | Roodbruine walstrospanner         |            |
| Catephia alchymista             | Wit weeskind                      |            |
| Catocala electa                 | Wilgenweeskind                    |            |
| Catocala elocata                | Populierenweeskind                |            |
| Catocala fraxini                | Blauw weeskind                    |            |
| Catocala nupta                  | Rood weeskind                     |            |
| Catocala promissa               | Eikenweeskind                     |            |
| Catocala sponsa                 | Karmozijnrood weeskind            |            |
| Catoptria falsella              | Drietandvlakjesmot                |            |
| Catoptria fulgidella            | Getande vlakjesmot                |            |
| Catoptria lythargyrella         | Satijnvlakjesmot                  |            |
| Catoptria margaritella          | Gelijnde vlakjesmot               |            |
| Catoptria osthelderi            | Smalle vlakjesmot                 |            |
| Catoptria permutatella          | Brede vlakjesmot                  |            |
| Catoptria pinella               | Egale vlakjesmot                  |            |
| Catoptria verellus              | Zwartbruine vlakjesmot            |            |
| Cauchas fibulella               | Dwerglangsprietmot                |            |
| Cauchas rufimitrella            | Pinksterbloemlangsprietmot        |            |
| Cedestis gysseleniella          | Cedestis gysselinella             |            |
| Cedestis subfasciella           | Donkere nassaubandmot             |            |
| Celaena haworthii               | Wollegrasuil                      |            |
| Celaena leucostigma             | Gele lis-boorder                  |            |
| Celastrina argiolus             | Boomblauwtje                      |            |
| Celypha aurofasciana            | Goudlijnbladroller                |            |
| Celypha cespitana               | Oranjegele lijnbladroller         |            |
| Celypha lacunana                | Brandnetelbladroller              |            |
| Celypha rivulana                | Roodbruine lijnbladroller         |            |
| Celypha rosaceana               | Roze lijnbladroller               |            |
| Celypha rufana                  | Smallijnbladroller                |            |
| Celypha rurestrana              | Grauwe lijnbladroller             |            |
| Celypha siderana                | Kristalbladroller                 |            |
| Celypha striana                 | Paardenbloembladroller            |            |
| Celypha tiedemanniana           | Witte lijnbladroller              |            |
| Cepphis advenaria               | Kleine herculesspanner            |            |
| Ceramica pisi                   | Erwtenuil                         |            |
| Cerapteryx graminis             | Bonte grasuil                     |            |
| Cerastis leucographa            | Witringuil                        |            |
| Cerastis rubricosa              | Rode vlekkenuil                   |            |
| Cerura erminea                  | Witte hermelijnvlinder            |            |
| Cerura vinula                   | Hermelijnvlinder                  |            |
| Chamaesphecia empiformis        | Schijn-wolfsmelkwespvlinder       |            |
| Chamaesphecia tenthrediniformis | Wolfsmelkwespvlinder              |            |
| Charanyca trigrammica           | Drielijnuil                       |            |
| Chariaspilates formosaria       | Oostelijke spanner                |            |
| Charissa obscurata              | Heide-oogspanner                  |            |
| Chesias legatella               | Herfstbremspanner                 |            |
| Chesias rufata                  | Zomerbremspanner                  |            |
| Chiasmia clathrata              | Klaverspanner                     |            |
| Chilo phragmitella              | Rietmot                           |            |
| Chilodes maritima               | Smalvleugelrietboorder            |            |
| Chionodes continuella           | Witkoppalpmot                     |            |
| Chionodes distinctella          | Bruine witkoppalpmot              |            |
| Chionodes electella             | Gevlekte witkoppalpmot            |            |
| Chionodes fumatella             | Witschubbige palpmot              |            |
| Chionodes tragicella            | Mistpalpmot                       |            |
| Chloantha hyperici              | Sint-janskruiduil                 |            |
| Chlorissa viridata              | Smaragdgroene zomervlinder        |            |
| Chloroclysta miata              | Herfstpapegaaitje                 |            |
| Chloroclysta siterata           | Papegaaitje                       |            |
| Chloroclystis v-ata             | V-dwergspanner                    |            |
| Choreutis pariana               | Skeletteermot                     |            |
| Choristoneura diversana         | Schijfbandbladroller              |            |
| Choristoneura hebenstreitella   | Reuzenbladroller                  |            |
| Choristoneura lafauryana        | Gele gagelbladroller              |            |
| Choristoneura murinana          | Donkere schijfbandbladroller      |            |
| Chortodes brevilinea            | Stippelrietboorder                |            |
| Chortodes elymi                 | Zandhaverboorder                  |            |
| Chortodes extrema               | Vale duinrietboorder              |            |
| Chortodes fluxa                 | Gele duinrietboorder              |            |
| Chrysoclista lathamella         | Donkere klinknagelmot             |            |
| Chrysoclista linneella          | Klinknagelmot                     |            |
| Chrysodeixis chalcites          | Turkse uil                        |            |
| Chrysoesthia drurella           | Gloriemot                         |            |
| Chrysoesthia sexguttella        | Zesvleksmot                       |            |
| Chrysoteuchia culmella          | Gewone grasmot                    |            |
| Cidaria fulvata                 | Oranje bruinbandspanner           |            |
| Cilix glaucata                  | Witte eenstaart                   |            |
| Clavigesta purdeyi              | Kleine dennenbladroller           |            |
| Clavigesta sylvestrana          | Grote dennenlotbladroller         |            |
| Cleora cinctaria                | Geringde spikkelspanner           |            |
| Cleorodes lichenaria            | Korstmosspanner                   |            |
| Clepsis consimilana             | Tuinbladroller                    |            |
| Clepsis dumicolana              | Klimopbladroller                  |            |
| Clepsis neglectana              | Snedebandbladroller               |            |
| Clepsis pallidana               | Giraffemot                        |            |
| Clepsis rurinana                | Cirkelbladroller                  |            |
| Clepsis senecionana             | Gagelbladroller                   |            |
| Clepsis spectrana               | Koolbladroller                    |            |
| Clostera anachoreta             | Kleine wapendrager                |            |
| Clostera anastomosis            | Roestbruine wapendrager           |            |
| Clostera curtula                | Bruine wapendrager                |            |
| Clostera pigra                  | Donkere wapendrager               |            |
| Cnaemidophorus rhododactyla     | Rozenvedermot                     |            |
| Cnephasia asseclana             | Fijne spikkelbladroller           |            |
| Cnephasia communana             | Erwtentopbladroller               |            |
| Cnephasia genitalana            | Vale spikkelbladroller            |            |
| Cnephasia incertana             | Spikkelbladroller                 |            |
| Cnephasia longana               | Topbladroller                     |            |
| Cnephasia pasiuana              | Moerasspikkelbladroller           |            |
| Cnephasia stephensiana          | Zomerspikkelbladroller            |            |
| Cochylidia implicitana          | Kamillebladroller                 |            |
| Cochylidia richteriana          | Zwarthoekbladroller               |            |
| Cochylidia rupicola             | Veelkleurige bladroller           |            |
| Cochylimorpha alternana         | Centauriebladroller               |            |
| Cochylimorpha straminea         | Moerasbladroller                  |            |
| Cochylis atricapitana           | Sint-jacobsbladroller             |            |
| Cochylis dubitana               | Blauwe distelbladroller           |            |
| Cochylis flaviciliana           | Regenboogbladroller               |            |
| Cochylis hybridella             | Koperrandbladroller               |            |
| Cochylis nana                   | Vroege dwergbladroller            |            |
| Cochylis pallidana              | Zandblauwbladroller               |            |
| Cochylis posterana              | Roodtipbladroller                 |            |
| Cochylis roseana                | Roze bladroller                   |            |
| Coenobia rufa                   | Russenuil                         |            |
| Coenonympha arcania             | Tweekleurig hooibeestje           |            |
| Coenonympha hero                | Zilverstreephooibeestje           |            |
| Coenonympha pamphilus           | Hooibeestje                       |            |
| Coenonympha tullia              | Veenhooibeestje                   |            |
| Coenophila subrosea             | Hoogveenaarduil                   |            |
| Coleophora adjunctella          | Egale ruskokermot                 |            |
| Coleophora adspersella          | Witsprietmeldekokermot            |            |
| Coleophora ahenella             | Heksenmutskokermot                |            |
| Coleophora albicans             | Alsemkokermot                     |            |
| Coleophora albicosta            | Gaspeldoornkokermot               |            |
| Coleophora albicostella         | Aardbeikokermot                   |            |
| Coleophora albidella            | Witte wilgenkokermot              |            |
| Coleophora albitarsella         | Zwarte weidekokermot              |            |
| Coleophora alcyonipennella      | Metaalkokermot                    |            |
| Coleophora alnifoliae           | Elzenkokermot                     |            |
| Coleophora alticolella          | Gewone ruskokermot                |            |
| Coleophora anatipenella         | Witte meidoornkokermot            |            |
| Coleophora argentula            | Duizendbladkokermot               |            |
| Coleophora artemisicolella      | Bijvoetbloemkokermot              |            |
| Coleophora asteris              | Asterkokermot                     |            |
| Coleophora atriplicis           | Lichtbruine meldekokermot         |            |
| Coleophora badiipennella        | Iepenkokermot                     |            |
| Coleophora betulella            | Witte berkenkokermot              |            |
| Coleophora binderella           | Gefrommelde kokermot              |            |
| Coleophora boreella             | Noordse kokermot                  |            |
| Coleophora caelebipennella      | Bonte averuitkokermot             |            |
| Coleophora caespititiella       | Bieskokermot                      |            |
| Coleophora calycotomella        | Bezembremkokermot                 |            |
| Coleophora chalcogrammella      | Goudkokermot                      |            |
| Coleophora clypeiferella        | Roetstreepkokermot                |            |
| Coleophora conspicuella         | Knoopkruidkokermot                |            |
| Coleophora conyzae              | Heelblaadjeskokermot              |            |
| Coleophora coracipennella       | Donkergrijze kokermot             |            |
| Coleophora cornutella           | Lichtbruine berkkokermot          |            |
| Coleophora coronillae           | Zwavelgele peulkokermot           |            |
| Coleophora currucipennella      | Okervlerkkokermot                 |            |
| Coleophora deauratella          | Grijze metaalkokermot             |            |
| Coleophora deviella             | Schorrenkruidkokermot             |            |
| Coleophora discordella          | Rolklaverkokermot                 |            |
| Coleophora ditella              | Zuidelijke alsemkokermot          |            |
| Coleophora flavipennella        | Donkere eikenkokermot             |            |
| Coleophora follicularis         | Koninginnekruidkokermot           |            |
| Coleophora fuscocuprella        | Lichte groenglanskokermot         |            |
| Coleophora galbulipennella      | Duinsilenekokermot                |            |
| Coleophora genistae             | Stekelbremkokermot                |            |
| Coleophora glaucicolella        | Bleke ruskokermot                 |            |
| Coleophora glitzella            | Bosbeskokermot                    |            |
| Coleophora granulatella         | Averuitkokermot                   |            |
| Coleophora gryphipennella       | Rozenkokermot                     |            |
| Coleophora hemerobiella         | Fruitboomkokermot                 |            |
| Coleophora hydrolapathella      | Moeraskokermot                    |            |
| Coleophora ibipennella          | Geelsnuiteikenkokermot            |            |
| Coleophora juncicolella         | Heidelootjeskokermot              |            |
| Coleophora kuehnella            | Blaasjespistoolkokermot           |            |
| Coleophora laricella            | Larikskokermot                    |            |
| Coleophora lassella             | Greppelrusjeskokermot             |            |
| Coleophora limosipennella       | Lichte iepkokermot                |            |
| Coleophora lineolea             | Andoornkokermot                   |            |
| Coleophora lithargyrinella      | Bruine muurkokermot               |            |
| Coleophora lixella              | Gouden sikkelkokermot             |            |
| Coleophora lusciniaepennella    | Slanke wilgenkokermot             |            |
| Coleophora lutipennella         | Gewone eikenkokermot              |            |
| Coleophora maritimella          | Zeeruskokermot                    |            |
| Coleophora mayrella             | Kamsprietkokermot                 |            |
| Coleophora milvipennis          | Spatel-berkkokermot               |            |
| Coleophora niveicostella        | Egale sprietkokermot              |            |
| Coleophora obscenella           | Coleophora obscenella             |            |
| Coleophora ochrea               | Zonneroosjeskokermot              |            |
| Coleophora ochripennella        | Geelbruine kokermot               |            |
| Coleophora orbitella            | Okergrijze kokermot               |            |
| Coleophora otidipennella        | Vroege veldbieskokermot           |            |
| Coleophora pennella             | Haartjeskokermot                  |            |
| Coleophora peribenanderi        | Distelkokermot                    |            |
| Coleophora potentillae          | Braamkokermot                     |            |
| Coleophora prunifoliae          | Prunuskokermot                    |            |
| Coleophora pyrrhulipennella     | Gestreepte heidekokermot          |            |
| Coleophora salicorniae          | Zeekraalkokermot                  |            |
| Coleophora salinella            | Melkwitte meldekokermot           |            |
| Coleophora saturatella          | Driekleurige bremkokermot         |            |
| Coleophora saxicolella          | Donkere meldekokermot             |            |
| Coleophora serpylletorum        | Smallijnige tijmkokermot          |            |
| Coleophora serratella           | Bruingrijze kokermot              |            |
| Coleophora siccifolia           | Grote bladkokermot                |            |
| Coleophora silenella            | Coleophora silenella              |            |
| Coleophora solitariella         | Oranje muurkokermot               |            |
| Coleophora spinella             | Geelkopprunuskokermot             |            |
| Coleophora squalorella          | Tweevlekkokermot                  |            |
| Coleophora sternipennella       | Ganzenvoetkokermot                |            |
| Coleophora striatipennella      | Muurkokermot                      |            |
| Coleophora sylvaticella         | Veldbieskokermot                  |            |
| Coleophora taeniipennella       | Gestreepte ruskokermot            |            |
| Coleophora tamesis              | Zompruskokermot                   |            |
| Coleophora tanaceti             | Wormkruidkokermot                 |            |
| Coleophora therinella           | Zwaluwtongkokermot                |            |
| Coleophora trifariella          | Bremkokermot                      |            |
| Coleophora trifolii             | Lichte metaalkokermot             |            |
| Coleophora trigeminella         | Zuidelijke meidoornkokermot       |            |
| Coleophora trochilella          | Gestreepte bijvoetkokermot        |            |
| Coleophora vacciniella          | Grote bosbeskokermot              |            |
| Coleophora versurella           | Bleekgestreepte meldekokermot     |            |
| Coleophora vestianella          | Zandmeldekokermot                 |            |
| Coleophora vibicella            | Grote goudkokermot                |            |
| Coleophora violacea             | Witsprietkokermot                 |            |
| Coleophora vitisella            | Kromme bosbeskokermot             |            |
| Coleophora zelleriella          | Goudvlerkwilgenkokermot           |            |
| Colias alfacariensis            | Zuidelijke luzernevlinder         |            |
| Colias chrysotheme              | Steppeluzernevlinder              |            |
| Colias croceus                  | Oranje luzernevlinder             |            |
| Colias hyale                    | Gele luzernevlinder               |            |
| Colias palaeno                  | Veenluzernevlinder                |            |
| Colobochyla salicalis           | Booglijnuil                       |            |
| Colocasia coryli                | Hazelaaruil                       |            |
| Colostygia multistrigaria       | Vroege walstrospanner             |            |
| Colostygia olivata              | Groene bergspanner                |            |
| Colostygia pectinataria         | Kleine groenbandspanner           |            |
| Colotois pennaria               | Gepluimde spanner                 |            |
| Comibaena bajularia             | Gevlekte zomervlinder             |            |
| Commophila aeneana              | Koningsmantelmot                  |            |
| Conistra erythrocephala         | Roodkopwinteruil                  |            |
| Conistra ligula                 | Donkere winteruil                 |            |
| Conistra rubiginea              | Gevlekte winteruil                |            |
| Conistra rubiginosa             | Zwartvlekwinteruil                |            |
| Conistra vaccinii               | Bosbesuil                         |            |
| Coptotriche angusticollella     | Rozenvlekmot                      |            |
| Coptotriche heinemanni          | Zwarte bramenvlekmot              |            |
| Coptotriche marginea            | Gele bramenvlekmot                |            |
| Coscinia cribraria              | Grasbeertje                       |            |
| Coscinia striata                | Geel grasbeertje                  |            |
| Cosmia affinis                  | Iepenuil                          |            |
| Cosmia diffinis                 | Iepenuil                          |            |
| Cosmia pyralina                 | Maanuiltje                        |            |
| Cosmia trapezina                | Hyena                             |            |
| Cosmopterix lienigiella         | Gele rietprachtmot                |            |
| Cosmopterix scribaiella         | Zwarte rietprachtmot              |            |
| Cosmopterix zieglerella         | Hopprachtmot                      |            |
| Cosmorhoe ocellata              | Blauwbandspanner                  |            |
| Cosmotriche lobulina            | Cosmotriche lobulina              |            |
| Cossus cossus                   | Wilgenhoutvlinder                 |            |
| Costaconvexa polygrammata       | Walstrospanner                    |            |
| Crambus ericella                | Heidegrasmot                      |            |
| Crambus hamella                 | Scherphoekgrasmot                 |            |
| Crambus lathoniellus            | Vroege grasmot                    |            |
| Crambus pascuella               | Zilverstreepgrasmot               |            |
| Crambus perlella                | Bleke grasmot                     |            |
| Crambus pratella                | Streepjesgrasmot                  |            |
| Crambus silvella                | Bruine grasmot                    |            |
| Crambus uliginosellus           | Biezengrasmot                     |            |
| Craniophora ligustri            | Schedeldrager                     |            |
| Crassa tinctella                | Lichte zwamboorder                |            |
| Crassa unitella                 | Zwamboorder                       |            |
| Crocallis elinguaria            | Kortzuiger                        |            |
| Crocidosema plebejana           | Wereldbladroller                  |            |
| Crombrugghia distans            | Streepzaadvedermot                |            |
| Cryphia algae                   | Donkergroene korstmosuil          |            |
| Cryphia domestica               | Lichte korstmosuil                |            |
| Cryphia muralis                 | Groene korstmosuil                |            |
| Cryphia raptricula              | Donkere korstmosuil               |            |
| Crypsedra gemmea                | Bruine granietuil                 |            |
| Cryptoblabes bistriga           | Boslichtmot                       |            |
| Cucullia absinthii              | Absintmonnik                      |            |
| Cucullia artemisiae             | Bijvoetmonnik                     |            |
| Cucullia asteris                | Astermonnik                       |            |
| Cucullia chamomillae            | Kamillevlinder                    |            |
| Cucullia fraudatrix             | Oostelijke monnik                 |            |
| Cucullia umbratica              | Grauwe monnik                     |            |
| Cupido argiades                 | Staartblauwtje                    |            |
| Cupido minimus                  | Dwergblauwtje                     |            |
| Cybosia mesomella               | Vierstipbeertje                   |            |
| Cyclophora albipunctata         | Berkenoogspanner                  |            |
| Cyclophora annularia            | Nekspindertje                     |            |
| Cyclophora linearia             | Gele oogspanner                   |            |
| Cyclophora pendularia           | Gemarmerde oogspanner             |            |
| Cyclophora porata               | Eikenoogspanner                   |            |
| Cyclophora punctaria            | Gestippelde oogspanner            |            |
| Cyclophora puppillaria          | Oranjerode oogspanner             |            |
| Cyclophora quercimontaria       | Bruine oogspanner                 |            |
| Cyclophora ruficiliaria         | Geelbruine oogspanner             |            |
| Cydia amplana                   | Oranje eikenbladroller            |            |
| Cydia conicolana                | Breedlijnige kegelbladroller      |            |
| Cydia coniferana                | Schorssparspiegelmot              |            |
| Cydia cosmophorana              | Bandspiegelmot                    |            |
| Cydia duplicana                 | Grote sparspiegelmot              |            |
| Cydia fagiglandana              | Beukenspiegelmot                  |            |
| Cydia illutana                  | Doffe sparspiegelmot              |            |
| Cydia indivisa                  | Sparspiegelmot                    |            |
| Cydia inquinatana               | Esdoornbladroller                 |            |
| Cydia microgrammana             | Stalkruidmot                      |            |
| Cydia nigricana                 | Erwtenbladroller                  |            |
| Cydia pactolana                 | C-spiegelmot                      |            |
| Cydia pomonella                 | Fruitmot                          |            |
| Cydia servillana                | Wilgenspiegelmot                  |            |
| Cydia splendana                 | Gewone spiegelmot                 |            |
| Cydia strobilella               | Kegelbladroller                   |            |
| Cydia succedana                 | Scherpe spiegelmot                |            |
| Cydia zebeana                   | Dalmatiërbladroller               |            |
| Cymatophorima diluta            | Eiken-orvlinder                   |            |
| Cymolomia hartigiana            | Leemvlekbladroller                |            |
| Cynaeda dentalis                | Gevlamde grasmot                  |            |
| Dahlica inconspicuella          | Dahlica inconspicuella            |            |
| Dahlica lichenella              | Algenzakdrager                    |            |
| Dahlica sauteri                 | Kleine zandzakdrager              |            |
| Dahlica triquetrella            | Zandzakdrager                     |            |
| Danaus plexippus                | Monarchvlinder                    |            |
| Daphnis nerii                   | Oleanderpijlstaart                |            |
| Dasycera oliviella              | Schorsvaandeldrager               |            |
| Dasypolia templi                | Harige winteruil                  |            |
| Dasystoma salicella             | Wollige kortvleugelmot            |            |
| Deilephila elpenor              | Groot avondrood                   |            |
| Deilephila porcellus            | Klein avondrood                   |            |
| Deileptenia ribeata             | Satijnen spikkelspanner           |            |
| Deltote bankiana                | Zilverstreep                      |            |
| Deltote deceptoria              | Bonte marmeruil                   |            |
| Dendrolimus pini                | Dennenspinner                     |            |
| Denisia albimaculea             | Wit stamgastje                    |            |
| Denisia augustella              | Quasistamgastje                   |            |
| Denisia similella               | Citroenstamgastje                 |            |
| Denisia stipella                | Vaal stamgastje                   |            |
| Denticucullus pygmina           | Zeggenboorder                     |            |
| Depressaria albipunctella       | Witstipplatlijfje                 |            |
| Depressaria badiella            | Heideplatlijfje                   |            |
| Depressaria chaerophylli        | Kervelplatlijfje                  |            |
| Depressaria daucella            | Karwijplatlijfje                  |            |
| Depressaria depressana          | Klein peenplatlijfje              |            |
| Depressaria discipunctella      | Sober platlijfje                  |            |
| Depressaria douglasella         | Bont platlijfje                   |            |
| Depressaria emeritella          | Witrugplatlijfje                  |            |
| Depressaria pimpinellae         | Bevernelplatlijfje                |            |
| Depressaria pulcherrimella      | Klein platlijfje                  |            |
| Depressaria radiella            | Pastinaakplatlijfje               |            |
| Depressaria sordidatella        | Grauw platlijfje                  |            |
| Depressaria ultimella           | Torkruidplatlijfje                |            |
| Diachrysia chrysitis            | Koperuil                          |            |
| Diachrysia chryson              | Grote koperuil                    |            |
| Diacrisia sannio                | Roodbandbeer                      |            |
| Dialectica imperialella         | Smeerwortelsteltmot               |            |
| Diaphora mendica                | Mendicabeer                       |            |
| Diarsia brunnea                 | Bruine breedvleugeluil            |            |
| Diarsia dahlii                  | Moerasbreedvleugeluil             |            |
| Diarsia mendica                 | Variabele breedvleugeluil         |            |
| Diarsia rubi                    | Gewone breedvleugeluil            |            |
| Diasemia reticularis            | Zwerfstreepmot                    |            |
| Diasemiopsis ramburialis        | Agaatlichtmot                     |            |
| Dichelia histrionana            | Splintervlekbladroller            |            |
| Dichomeris alacella             | Venstervlekmot                    |            |
| Dichomeris fasciella            | Dichomeris fasciella              |            |
| Dichomeris marginella           | Jeneverbesmot                     |            |
| Dichomeris ustalella            | Roestkleurige palpmot             |            |
| Dichrorampha acuminatana        | Margrietwortelmot                 |            |
| Dichrorampha aeratana           | Asgrauwe wortelmot                |            |
| Dichrorampha agilana            | Kleine wortelmot                  |            |
| Dichrorampha alpinana           | Brede geelvlekwortelmot           |            |
| Dichrorampha consortana         | Zilverwortelmot                   |            |
| Dichrorampha flavidorsana       | Geelvlekwortelmot                 |            |
| Dichrorampha obscuratana        | Gehoekte wortelmot                |            |
| Dichrorampha petiverella        | Kommawortelmot                    |            |
| Dichrorampha plumbagana         | Loodlijnwortelmot                 |            |
| Dichrorampha plumbana           | Geelstipwortelmot                 |            |
| Dichrorampha sedatana           | Egale wortelmot                   |            |
| Dichrorampha simpliciana        | Bleke vlekwortelmot               |            |
| Dichrorampha sylvicolana        | Oranje wortelmot                  |            |
| Dichrorampha vancouverana       | Haakjeswortelmot                  |            |
| Dicycla oo                      | Nullenuil                         |            |
| Digitivalva arnicella           | Valkruidmineermot                 |            |
| Digitivalva perlepidella        | Donderkruidmineermot              |            |
| Digitivalva pulicariae          | Heelblaadjesmineermot             |            |
| Digitivalva valeriella          | Digitivalva valeriella            |            |
| Diloba caeruleocephala          | Krakeling                         |            |
| Dioryctria abietella            | Sparappelboorder                  |            |
| Dioryctria schuetzeella         | Donkere sparappelboorder          |            |
| Dioryctria simplicella          | Kleine sparappelboorder           |            |
| Dioryctria sylvestrella         | Egale sparappelboorder            |            |
| Diplodoma laichartingella       | Dubbelzakdrager                   |            |
| Ditula angustiorana             | Zomerbladroller                   |            |
| Diurnea fagella                 | Voorjaarskortvleugelmot           |            |
| Diurnea lipsiella               | Herfstkortvleugelmot              |            |
| Dolicharthria punctalis         | Sikkelvlekmot                     |            |
| Donacaula forficella            | Liesgrassnuitmot                  |            |
| Donacaula mucronella            | Zeggensnuitmot                    |            |
| Drepana curvatula               | Bruine eenstaart                  |            |
| Drepana falcataria              | Berkeneenstaart                   |            |
| Drymonia dodonaea               | Gestreepte tandvlinder            |            |
| Drymonia querna                 | Witlijntandvlinder                |            |
| Drymonia ruficornis             | Maantandvlinder                   |            |
| Drymonia velitaris              | Zuidelijke tandvlinder            |            |
| Dryobotodes eremita             | Eikenuiltje                       |            |
| Duponchelia fovealis            | Duponcheliamot                    |            |
| Dypterygia scabriuscula         | Vogelwiekje                       |            |
| Dysauxes ancilla                | Dienares                          |            |
| Dyscia fagaria                  | Gevlekte heispanner               |            |
| Dyseriocrania subpurpurella     | Eikenpurpermot                    |            |
| Dysgonia algira                 | Bruine prachtuil                  |            |
| Dysstroma citrata               | Gehoekte schimmelspanner          |            |
| Dysstroma truncata              | Schimmelspanner                   |            |
| Eana argentana                  | Zilverbladroller                  |            |
| Eana incanana                   | Hoekbandbladroller                |            |
| Eana osseana                    | Crèmekleurige bladroller          |            |
| Earias clorana                  | Kleine groenuil                   |            |
| Earias vernana                  | Populierengroenuil                |            |
| Earophila badiata               | Rozenspanner                      |            |
| Eccopisa effractella            | Geelpalpmot                       |            |
| Ecliptopera capitata            | Springzaadspanner                 |            |
| Ecliptopera silaceata           | Marmerspanner                     |            |
| Ectoedemia albifasciella        | Gewone eikenblaasmijnmot          |            |
| Ectoedemia angulifasciella      | Rozenblaasmijnmot                 |            |
| Ectoedemia arcuatella           | Aardbeiblaasmijnmot               |            |
| Ectoedemia argyropeza           | Espenbladsteelmineermot           |            |
| Ectoedemia atricollis           | Zwartkopblaasmijnmot              |            |
| Ectoedemia atrifrontella        | Witte eikenbastmineermot          |            |
| Ectoedemia decentella           | Esdoornvruchtmineermot            |            |
| Ectoedemia hannoverella         | Populierenbladsteelmineermot      |            |
| Ectoedemia heringi              | Oostelijke eikenblaasmijnmot      |            |
| Ectoedemia intimella            | Wilgennerfmineermot               |            |
| Ectoedemia longicaudella        | Bruine eikenbastmineermot         |            |
| Ectoedemia louisella            | Akenvruchtmineermot               |            |
| Ectoedemia minimella            | Gerekte berkenblaasmijnmot        |            |
| Ectoedemia occultella           | Ronde berkenblaasmijnmot          |            |
| Ectoedemia quinquella           | Late eikenmineermot               |            |
| Ectoedemia rubivora             | Bramenblaasmijnmot                |            |
| Ectoedemia septembrella         | Hertshooimineermot                |            |
| Ectoedemia sericopeza           | Noorse esdoorn-vruchtmineermot    |            |
| Ectoedemia spinosella           | Sleedoornblaasmijnmot             |            |
| Ectoedemia subbimaculella       | Gespleten eikenblaasmijnmot       |            |
| Ectoedemia turbidella           | Abelenbladsteelmineermot          |            |
| Ectoedemia weaveri              | Vossenbesmineermot                |            |
| Ectropis crepuscularia          | Gewone spikkelspanner             |            |
| Egira conspicillaris            | Brildrager                        |            |
| Eidophasia messingiella         | Kruidkersmot                      |            |
| Eilema complana                 | Streepkokerbeertje                |            |
| Eilema depressa                 | Naaldboombeertje                  |            |
| Eilema griseola                 | Glad beertje                      |            |
| Eilema lurideola                | Plat beertje                      |            |
| Eilema lutarella                | Felgeel beertje                   |            |
| Eilema pygmaeola                | Klein kokerbeertje                |            |
| Eilema sororcula                | Geel beertje                      |            |
| Elachista adscitella            | Ruwe-smelemineermot               |            |
| Elachista albidella             | Witte zeggemineermot              |            |
| Elachista albifrontella         | Witkopgrasmineermot               |            |
| Elachista alpinella             | Alpenzeggemineermot               |            |
| Elachista apicipunctella        | Zilverpuntgrasmineermot           |            |
| Elachista argentella            | Witte grasmineermot               |            |
| Elachista atricomella           | Grote grasmineermot               |            |
| Elachista biatomella            | Duinzeggemineermot                |            |
| Elachista bifasciella           | Tweebandgrasmineermot             |            |
| Elachista bisulcella            | Duinrietmineermot                 |            |
| Elachista canapennella          | Zilveren grasmineermot            |            |
| Elachista chrysodesmella        | Gevinde kortsteelmineermot        |            |
| Elachista cingillella           | Gierstgrasmineermot               |            |
| Elachista consortella           | Kustgrasmineermot                 |            |
| Elachista dispilella            | Schapengrasmineermot              |            |
| Elachista eleochariella         | Waterbiesmineermot                |            |
| Elachista exactella             | Bochtige-smelemineermot           |            |
| Elachista freyerella            | Kleine grasmineermot              |            |
| Elachista fulgens               | Elachista fulgens                 |            |
| Elachista gangabella            | Boskortsteelmineermot             |            |
| Elachista geminatella           | Veldbiesmineermot                 |            |
| Elachista humilis               | Grijze grasmineermot              |            |
| Elachista kilmunella            | Wollegrasmineermot                |            |
| Elachista luticomella           | Geelkopgrasmineermot              |            |
| Elachista maculicerusella       | Grijsgevlekte grasmineermot       |            |
| Elachista nobilella             | Prachtgrasmineermot               |            |
| Elachista orstadii              | Grauwe grasmineermot              |            |
| Elachista poae                  | Liesgrasmineermot                 |            |
| Elachista pollinariella         | Gepuncteerde grasmineermot        |            |
| Elachista pomerana              | Haakbandgrasmineermot             |            |
| Elachista pullicomella          | Donkere grasmineermot             |            |
| Elachista rufocinerea           | Rossige grasmineermot             |            |
| Elachista scirpi                | Heenmineermot                     |            |
| Elachista serricornis           | Gezaagde zeggemineermot           |            |
| Elachista stabilella            | Schorrengrasmineermot             |            |
| Elachista subalbidella          | Pijpenstrootjesmineermot          |            |
| Elachista subnigrella           | Kalkgraslandmineermot             |            |
| Elachista subocellea            | Geelbandgrasmineermot             |            |
| Elachista unifasciella          | Elachista unifasciella            |            |
| Elachista utonella              | Gevlekte zeggemineermot           |            |
| Elaphria venustula              | Gemarmerd heide-uiltje            |            |
| Electrophaes corylata           | Kleine wortelhoutspanner          |            |
| Elegia similella                | Armbandmot                        |            |
| Elophila nymphaeata             | Waterlelievlinder                 |            |
| Elophila rivulalis              | Melkwitte waterleliemot           |            |
| Ematurga atomaria               | Gewone heispanner                 |            |
| Emmelia trabealis               | Panteruiltje                      |            |
| Emmelina monodactyla            | Windevedermot                     |            |
| Enargia paleacea                | Gele uil                          |            |
| Enarmonia formosana             | Schorsboorder                     |            |
| Endothenia ericetana            | Andoornkuifbladroller             |            |
| Endothenia gentianaeana         | Kaardebolbladroller               |            |
| Endothenia lapideana            | Endothenia lapideana              |            |
| Endothenia marginana            | Scherpe kuifbladroller            |            |
| Endothenia nigricostana         | Donkere kuifbladroller            |            |
| Endothenia oblongana            | Kustkuifbladroller                |            |
| Endothenia pullana              | Moeraskuifbladroller              |            |
| Endothenia quadrimaculana       | Paardenkopbladroller              |            |
| Endothenia ustulana             | Zenegroenbladroller               |            |
| Endotricha flammealis           | Strooiselmot                      |            |
| Endromis versicolora            | Gevlamde vlinder                  |            |
| Endrosis sarcitrella            | Witkopmot                         |            |
| Ennomos alniaria                | Geelschouderspanner               |            |
| Ennomos autumnaria              | Iepentakvlinder                   |            |
| Ennomos erosaria                | Gehakkelde spanner                |            |
| Ennomos fuscantaria             | Essenspanner                      |            |
| Ennomos quercinaria             | Geelblad                          |            |
| Epagoge grotiana                | Schemerbladroller                 |            |
| Epermenia chaerophyllella       | Mineerborstelmot                  |            |
| Epermenia falciformis           | Oranje borstelmot                 |            |
| Epermenia illigerella           | Zandkleurige borstelmot           |            |
| Ephestia elutella               | Cacaomot                          |            |
| Ephestia kuehniella             | Grauwe meelmot                    |            |
| Ephestia unicolorella           | Sobere restjesmot                 |            |
| Epiblema cirsiana               | Zuidelijke distelzadelmot         |            |
| Epiblema cnicicolana            | Heelblaadjeszadelmot              |            |
| Epiblema costipunctana          | Kruiskruidzadelmot                |            |
| Epiblema foenella               | Hoefijzermot                      |            |
| Epiblema grandaevana            | Grote zadelmot                    |            |
| Epiblema graphana               | Duizendbladzadelmot               |            |
| Epiblema hepaticana             | Gemarmerde kruiskruidzadelmot     |            |
| Epiblema scutulana              | Distelzadelmot                    |            |
| Epiblema sticticana             | Variabele zadelmot                |            |
| Epiblema turbidana              | Hoefbladzadelmot                  |            |
| Epicallima formosella           | Appelmolmboorder                  |            |
| Epichnopterix plumella          | Graszakdrager                     |            |
| Epinotia abbreviana             | Oranje oogbladroller              |            |
| Epinotia bilunana               | Witte oogbladroller               |            |
| Epinotia brunnichana            | Witvlekoogbladroller              |            |
| Epinotia caprana                | Gageloogbladroller                |            |
| Epinotia cruciana               | Fraaie oogbladroller              |            |
| Epinotia demarniana             | Berkenoogbladroller               |            |
| Epinotia fraternana             | Gezoneerde oogbladroller          |            |
| Epinotia granitana              | Tweestreepoogbladroller           |            |
| Epinotia immundana              | Elzenoogbladroller                |            |
| Epinotia maculana               | Populierenoogbladroller           |            |
| Epinotia nanana                 | Kleine oogbladroller              |            |
| Epinotia nigricana              | Zwarte oogbladroller              |            |
| Epinotia nisella                | Variabele oogbladroller           |            |
| Epinotia pygmaeana              | Witvleugeloogbladroller           |            |
| Epinotia ramella                | Gemarmerde oogbladroller          |            |
| Epinotia rubiginosana           | Dennenoogbladroller               |            |
| Epinotia signatana              | Bruine oogbladroller              |            |
| Epinotia solandriana            | Zadeloogbladroller                |            |
| Epinotia sordidana              | Grauwe oogbladroller              |            |
| Epinotia subocellana            | Wilgenoogbladroller               |            |
| Epinotia subsequana             | Pyramide-oogbladroller            |            |
| Epinotia tedella                | Sparrenoogbladroller              |            |
| Epinotia tenerana               | V-oogbladroller                   |            |
| Epinotia tetraquetrana          | Vierkantoogbladroller             |            |
| Epinotia thapsiana              | Gehoekte oogbladroller            |            |
| Epinotia trigonella             | Tweevlekoogbladroller             |            |
| Epione repandaria               | Puntige zoomspanner               |            |
| Epione vespertaria              | Zoomspanner                       |            |
| Epirrhoe alternata              | Gewone bandspanner                |            |
| Epirrhoe galiata                | Walstrobandspanner                |            |
| Epirrhoe molluginata            | Grauwe bandspanner                |            |
| Epirrhoe rivata                 | Bosbandspanner                    |            |
| Epirrhoe tristata               | Bonte bandspanner                 |            |
| Epirrita autumnata              | Novemberspanner                   |            |
| Epirrita christyi               | Bleke novemberspanner             |            |
| Epirrita dilutata               | Herfstspanner                     |            |
| Epischnia prodromella           | Monniksvleugeltje                 |            |
| Erannis defoliaria              | Grote wintervlinder               |            |
| Eratophyes amasiella            | Oosterse schone                   |            |
| Erebia aethiops                 | Zomererebia                       |            |
| Erebia ligea                    | Boserebia                         |            |
| Erebia medusa                   | Voorjaarserebia                   |            |
| Eremobia ochroleuca             | Gevlamde grasuil                  |            |
| Eriocrania cicatricella         | Roze purpermot                    |            |
| Eriocrania salopiella           | Geelkoppurpermot                  |            |
| Eriocrania sangii               | Grijsrupspurpermot                |            |
| Eriocrania semipurpurella       | Variabele purpermot               |            |
| Eriocrania sparrmannella        | Late purpermot                    |            |
| Eriogaster catax                | Bosrandspinner                    |            |
| Eriogaster lanestris            | Wolspinner                        |            |
| Eriopsela quadrana              | Stuifmeelbladroller               |            |
| Erynnis tages                   | Bruin dikkopje                    |            |
| Esperia sulphurella             | Esperiamot                        |            |
| Ethmia bipunctella              | Grote zwartwitmot                 |            |
| Ethmia dodecea                  | Tienvlekzwartwitmot               |            |
| Ethmia quadrillella             | Kleine zwartwitmot                |            |
| Ethmia terminella               | Vierpuntzwartwitmot               |            |
| Etiella zinckenella             | Peultjesmot                       |            |
| Eublemma ostrina                | Bleek purperuiltje                |            |
| Eublemma parva                  | Klein purperuiltje                |            |
| Eublemma purpurina              | Prachtpurperuiltje                |            |
| Euchoeca nebulata               | Leverkleurige spanner             |            |
| Euclidia glyphica               | Bruine daguil                     |            |
| Eucosma aemulana                | Guldenroedeknoopvlekje            |            |
| Eucosma campoliliana            | Zwartwit knoopvlekje              |            |
| Eucosma cana                    | Distelknoopvlekje                 |            |
| Eucosma conterminana            | Sladistelknoopvlekje              |            |
| Eucosma hohenwartiana           | Scherp distelknoopvlekje          |            |
| Eucosma lacteana                | Melkwit knoopvlekje               |            |
| Eucosma metzneriana             | Zalmkleurig knoopvlekje           |            |
| Eucosma obumbratana             | Tweekleurig knoopvlekje           |            |
| Eucosma pupillana               | Prachtknoopvlekje                 |            |
| Eucosma rubescana               | Waddenknoopvlekje                 |            |
| Eucosma tripoliana              | Zeeasterknoopvlekje               |            |
| Eucosma wimmerana               | Averuitknoopvlekje                |            |
| Eucosmomorpha albersana         | Roetvlekbladroller                |            |
| Eudarcia pagenstecherella       | Ringlijnmot                       |            |
| Eudemis porphyrana              | Schaduwfruitbladroller            |            |
| Eudemis profundana              | Bonte fruitbladroller             |            |
| Eudonia delunella               | Zwartvlekgranietmot               |            |
| Eudonia lacustrata              | Lichte granietmot                 |            |
| Eudonia lineola                 | Gehoekte granietmot               |            |
| Eudonia mercurella              | Variabele granietmot              |            |
| Eudonia truncicolella           | Roomkleurige granietmot           |            |
| Eugnorisma glareosa             | Grijze herfstuil                  |            |
| Eugraphe sigma                  | Sigma-uil                         |            |
| Eulamprotes atrella             | Geeltandboegsprietmot             |            |
| Eulamprotes immaculatella       | Grijstandboegsprietmot            |            |
| Eulamprotes superbella          | Smalle zilverbandboegsprietmot    |            |
| Eulamprotes unicolorella        | Purpertandboegsprietmot           |            |
| Eulamprotes wilkella            | Zilverbandpalpmot                 |            |
| Eulia ministrana                | Papegaaibladroller                |            |
| Eulithis mellinata              | Bessentakvlinder                  |            |
| Eulithis populata               | Gewone agaatspanner               |            |
| Eulithis prunata                | Wortelhoutspanner                 |            |
| Eulithis testata                | Oranje agaatspanner               |            |
| Euphydryas aurinia              | Moerasparelmoervlinder            |            |
| Euphyia biangulata              | Dubbelhoekbandspanner             |            |
| Euphyia frustata                | Bruine bergspanner                |            |
| Euphyia unangulata              | Scherphoekbandspanner             |            |
| Eupithecia abbreviata           | Voorjaarsdwergspanner             |            |
| Eupithecia abietaria            | Spardwergspanner                  |            |
| Eupithecia absinthiata          | Egale dwergspanner                |            |
| Eupithecia analoga              | Gallendwergspanner                |            |
| Eupithecia assimilata           | Hopdwergspanner                   |            |
| Eupithecia centaureata          | Zwartvlekdwergspanner             |            |
| Eupithecia denotata             | Klokjesdwergspanner               |            |
| Eupithecia dodoneata            | Eikendwergspanner                 |            |
| Eupithecia egenaria             | Lindedwergspanner                 |            |
| Eupithecia exiguata             | Loofboomdwergspanner              |            |
| Eupithecia expallidata          | Kruiskruiddwergspanner            |            |
| Eupithecia haworthiata          | Bosrankdwergspanner               |            |
| Eupithecia icterata             | Oranje dwergspanner               |            |
| Eupithecia impurata             | Grasklokjesdwergspanner           |            |
| Eupithecia indigata             | Dennendwergspanner                |            |
| Eupithecia innotata             | Bijvoetdwergspanner               |            |
| Eupithecia insigniata           | Fruitboomdwergspanner             |            |
| Eupithecia intricata            | Streepjesdwergspanner             |            |
| Eupithecia inturbata            | Esdoorndwergspanner               |            |
| Eupithecia irriguata            | Gemarmerde dwergspanner           |            |
| Eupithecia lanceata             | Vroege dwergspanner               |            |
| Eupithecia laquaearia           | Ogentroostdwergspanner            |            |
| Eupithecia lariciata            | Lariksdwergspanner                |            |
| Eupithecia linariata            | Vlasbekdwergspanner               |            |
| Eupithecia millefoliata         | Duizendbladdwergspanner           |            |
| Eupithecia nanata               | Smalvleugeldwergspanner           |            |
| Eupithecia phoeniceata          | Cipresdwergspanner                |            |
| Eupithecia pimpinellata         | Beverneldwergspanner              |            |
| Eupithecia plumbeolata          | Hengeldwergspanner                |            |
| Eupithecia pulchellata          | Vingerhoedskruiddwergspanner      |            |
| Eupithecia pusillata            | Jeneverbesdwergspanner            |            |
| Eupithecia pygmaeata            | Hoornbloemdwergspanner            |            |
| Eupithecia satyrata             | Heidedwergspanner                 |            |
| Eupithecia selinata             | Eppedwergspanner                  |            |
| Eupithecia simpliciata          | Meldedwergspanner                 |            |
| Eupithecia sinuosaria           | Ganzenvoetdwergspanner            |            |
| Eupithecia subfuscata           | Grijze dwergspanner               |            |
| Eupithecia subumbrata           | Dwarsbanddwergspanner             |            |
| Eupithecia succenturiata        | Witvlakdwergspanner               |            |
| Eupithecia tantillaria          | Fijnspardwergspanner              |            |
| Eupithecia tenuiata             | Wilgendwergspanner                |            |
| Eupithecia tripunctaria         | Schermbloemdwergspanner           |            |
| Eupithecia trisignaria          | Drievlekdwergspanner              |            |
| Eupithecia valerianata          | Valeriaandwergspanner             |            |
| Eupithecia venosata             | Silenedwergspanner                |            |
| Eupithecia virgaureata          | Guldenroededwergspanner           |            |
| Eupithecia vulgata              | Gewone dwergspanner               |            |
| Euplagia quadripunctaria        | Spaanse vlag                      |            |
| Euplexia lucipara               | Levervlek                         |            |
| Eupoecilia ambiguella           | Blauw smalsnuitje                 |            |
| Eupoecilia angustana            | Gewoon smalsnuitje                |            |
| Eupoecilia sanguisorbana        | Pimpernelsmalsnuitje              |            |
| Euproctis chrysorrhoea          | Bastaardsatijnvlinder             |            |
| Euproctis similis               | Donsvlinder                       |            |
| Eupsilia transversa             | Wachtervlinder                    |            |
| Eurois occulta                  | Grote bosbesuil                   |            |
| Eurrhypis pollinalis            | Sneeuwvlekje                      |            |
| Euspilapteryx auroguttella      | Hertshooisteltmot                 |            |
| Euthrix potatoria               | Rietvink                          |            |
| Euxoa aquilina                  | Gekamde graanworteluil            |            |
| Euxoa cursoria                  | Variabele worteluil               |            |
| Euxoa lidia                     | Witvlekworteluil                  |            |
| Euxoa nigricans                 | Rookkleurige worteluil            |            |
| Euxoa obelisca                  | Zwartvlakworteluil                |            |
| Euxoa tritici                   | Graanworteluil                    |            |
| Euzophera fuliginosella         | Witbandberkenlichtmot             |            |
| Euzophera pinguis               | Tweekleurige lichtmot             |            |
| Evergestis extimalis            | Aangebrande valkmot               |            |
| Evergestis forficalis           | Lijnvalkmot                       |            |
| Evergestis limbata              | Gezoomde valkmot                  |            |
| Evergestis pallidata            | Bonte valkmot                     |            |
| Exapate congelatella            | Winterbladroller                  |            |
| Exoteleia dodecella             | Dennenlotmot                      |            |
| Fabula zollikoferi              | Oostelijke uil                    |            |
| Fagivorina arenaria             | Gespikkelde korstmosspanner       |            |
| Falcaria lacertinaria           | Bleke eenstaart                   |            |
| Falseuncaria ruficiliana        | Primulabladroller                 |            |
| Friedlanderia cicatricella      | Biessnuitmot                      |            |
| Furcula bicuspis                | Berkenhermelijnvlinder            |            |
| Furcula bifida                  | Wilgenhermelijnvlinder            |            |
| Furcula furcula                 | Kleine hermelijnvlinder           |            |
| Gagitodes sagittata             | Poelruitspanner                   |            |
| Galleria mellonella             | Grote wasmot                      |            |
| Gandaritis pyraliata            | Gele agaatspanner                 |            |
| Gastropacha populifolia         | Populierenblad                    |            |
| Gastropacha quercifolia         | Eikenblad                         |            |
| Gelechia hippophaella           | Duindoornpalpmot                  |            |
| Gelechia muscosella             | Donkere haakpalpmot               |            |
| Gelechia nigra                  | Zwarte palpmot                    |            |
| Gelechia rhombella              | Zwartlapmot                       |            |
| Gelechia rhombelliformis        | Harpoenpalpmot                    |            |
| Gelechia sabinellus             | Jeneverbeshaakpalpmot             |            |
| Gelechia scotinella             | Sleedoornhaakpalpmot              |            |
| Gelechia senticetella           | Zwarte haakpalpmot                |            |
| Gelechia sororculella           | Haakpalpmot                       |            |
| Gelechia turpella               | Loodgrijze haakpalpmot            |            |
| Geometra papilionaria           | Zomervlinder                      |            |
| Gibberifera simplana            | Witte populierenbladroller        |            |
| Gillmeria ochrodactyla          | Zandvedermot                      |            |
| Gillmeria pallidactyla          | Lichte zandvedermot               |            |
| Glaucopsyche alcon              | Gentiaanblauwtje                  |            |
| Glaucopsyche arion              | Tijmblauwtje                      |            |
| Glaucopsyche nausithous         | Donker pimpernelblauwtje          |            |
| Glaucopsyche teleius            | Pimpernelblauwtje                 |            |
| Gluphisia crenata               | Populierentandvlinder             |            |
| Glyphipterix equitella          | Duinparelmot                      |            |
| Glyphipterix forsterella        | Zeggenparelmot                    |            |
| Glyphipterix schoenicolella     | Knopbiesparelmot                  |            |
| Glyphipterix simpliciella       | Kleine parelmot                   |            |
| Glyphipterix thrasonella        | Grote parelmot                    |            |
| Glyptoteles leucacrinella       | Zwartbandlichtmot                 |            |
| Gnophos furvata                 | Grote bruine spanner              |            |
| Gnorimoschema herbichii         | Schemamot                         |            |
| Gnorimoschema streliciella      | Donkere schemamot                 |            |
| Gonepteryx rhamni               | Citroenvlinder                    |            |
| Goniodoma limoniella            | Keizersgalmot                     |            |
| Gortyna flavago                 | Goudgele boorder                  |            |
| Gracillaria syringella          | Seringensteltmot                  |            |
| Graphiphora augur               | Dubbelpijl-uil                    |            |
| Grapholita compositella         | Sergeant-majoortje                |            |
| Grapholita discretana           | V-haakspiegelmot                  |            |
| Grapholita funebrana            | Pruimenmot                        |            |
| Grapholita gemmiferana          | Egaalvlakbladroller               |            |
| Grapholita janthinana           | Rookkleurige fruitmot             |            |
| Grapholita jungiella            | Gerekte haakspiegelmot            |            |
| Grapholita lathyrana            | Oranje spiegelmot                 |            |
| Grapholita lobarzewskii         | Kleine fruitmot                   |            |
| Grapholita lunulana             | Slanke haakspiegelmot             |            |
| Grapholita orobana              | Brede haakspiegelmot              |            |
| Grapholita tenebrosana          | Zwarte rozenbladroller            |            |
| Gravitarmata margarotana        | Dennenappelbladroller             |            |
| Griposia aprilina               | Diana-uil                         |            |
| Gymnancyla canella              | Loogkruidlichtmot                 |            |
| Gymnoscelis rufifasciata        | Zwartkamdwergspanner              |            |
| Gynnidomorpha alismana          | Alismabladroller                  |            |
| Gynnidomorpha minimana          | Kartelbladbladroller              |            |
| Gynnidomorpha permixtana        | Ratelaarbladroller                |            |
| Gynnidomorpha vectisana         | Zwartstipbladroller               |            |
| Gypsonoma aceriana              | Populierenbladroller              |            |
| Gypsonoma dealbana              | Loofboombladroller                |            |
| Gypsonoma minutana              | Rode populierenbladroller         |            |
| Gypsonoma nitidulana            | Grijze populierenbladroller       |            |
| Gypsonoma oppressana            | Zwarte populierenbladroller       |            |
| Gypsonoma sociana               | Witsnuitpopulierenbladroller      |            |
| Habrosyne pyritoides            | Vuursteenvlinder                  |            |
| Hada plebeja                    | Schaaruil                         |            |
| Hadena albimacula               | Witvlek-silene-uil                |            |
| Hadena bicruris                 | Gewone silene-uil                 |            |
| Hadena compta                   | Witband-silene-uil                |            |
| Hadena confusa                  | Gevlekte silene-uil               |            |
| Hadena irregularis              | Oorsilene-uil                     |            |
| Hadena perplexa                 | Variabele silene-uil              |            |
| Hadula trifolii                 | Spurrie-uil                       |            |
| Hamearis lucina                 | Sleutelbloemvlinder               |            |
| Haplotinea ditella              | Zwervende zwartschubmot           |            |
| Haplotinea insectella           | Zwartschubmot                     |            |
| Harpella forficella             | Bruine molmboorder                |            |
| Harpyia milhauseri              | Draak                             |            |
| Hecatera bicolorata             | Tweekleurige uil                  |            |
| Hecatera dysodea                | Kompassla-uil                     |            |
| Hedya nubiferana                | Gewone witvlakbladroller          |            |
| Hedya ochroleucana              | Grote witvlakbladroller           |            |
| Hedya pruniana                  | Pruimwitvlakbladroller            |            |
| Hedya salicella                 | Pinguintje                        |            |
| Heinemannia festivella          | Pandamot                          |            |
| Helcystogramma lutatella        | Lichte rietpalpmot                |            |
| Helcystogramma rufescens        | Rietpalpmot                       |            |
| Helicoverpa armigera            | Katoendaguil                      |            |
| Heliodines roesella             | Roestmot                          |            |
| Heliothela wulfeniana           | Brandplekmot                      |            |
| Heliothis maritima              | Heidedaguil                       |            |
| Heliothis nubigera              | Bleke daguil                      |            |
| Heliothis peltigera             | Vlekdaguil                        |            |
| Heliothis viriplaca             | Lichte daguil                     |            |
| Heliozela hammoniella           | Berkenzilvervlekmot               |            |
| Heliozela resplendella          | Elzenzilvervlekmot                |            |
| Heliozela sericiella            | Eikenzilvervlekmot                |            |
| Hellinsia carphodactyla         | Donderkruidvedermot               |            |
| Hellinsia didactylites          | Roomkleurige vedermot             |            |
| Hellinsia distinctus            | Alsemvedermot                     |            |
| Hellinsia lienigianus           | Bijvoetvedermot                   |            |
| Hellinsia tephradactyla         | Gevlekte vedermot                 |            |
| Hemaris fuciformis              | Glasvleugelpijlstaart             |            |
| Hemaris tityus                  | Hommelvlinder                     |            |
| Hemistola chrysoprasaria        | Tere zomervlinder                 |            |
| Hemithea aestivaria             | Kleine zomervlinder               |            |
| Hepialus humuli                 | Hopwortelboorder                  |            |
| Heringocrania unimaculella      | Zilvervlekpurpermot               |            |
| Herminia grisealis              | Boogsnuituil                      |            |
| Herminia tarsicrinalis          | Schaduwsnuituil                   |            |
| Hesperia comma                  | Kommavlinder                      |            |
| Heterogenea asella              | Kleine slakrups                   |            |
| Heteropterus morpheus           | Spiegeldikkopje                   |            |
| Hipparchia fagi                 | Grote boswachter                  |            |
| Hipparchia semele               | Heivlinder                        |            |
| Hipparchia statilinus           | Kleine heivlinder                 |            |
| Hippotion celerio               | Wingerdpijlstaart                 |            |
| Hofmannophila pseudospretella   | Bruine huismot                    |            |
| Homoeosoma nebulella            | Kruiskruidmot                     |            |
| Homoeosoma nimbella             | Zandblauwmot                      |            |
| Homoeosoma sinuella             | Smalle weegbreemot                |            |
| Hoplodrina ambigua              | Zuidelijke stofuil                |            |
| Hoplodrina blanda               | Egale stofuil                     |            |
| Hoplodrina octogenaria          | Gewone stofuil                    |            |
| Hoplodrina respersa             | Grijze stofuil                    |            |
| Horisme aquata                  | Grijze bosrankspanner             |            |
| Horisme tersata                 | Egale bosrankspanner              |            |
| Horisme vitalbata               | Bruine bosrankspanner             |            |
| Hydraecia micacea               | Aardappelstengelboorder           |            |
| Hydraecia petasitis             | Groot-hoefbladboorder             |            |
| Hydrelia flammeolaria           | Geel spannertje                   |            |
| Hydrelia sylvata                | Elzenspannertje                   |            |
| Hydria cervinalis               | Grote berberisspanner             |            |
| Hydria undulata                 | Gegolfde spanner                  |            |
| Hydriomena furcata              | Variabele spanner                 |            |
| Hydriomena impluviata           | Groenbandspanner                  |            |
| Hylaea fasciaria                | Rode dennenspanner                |            |
| Hyles euphorbiae                | Wolfsmelkpijlstaart               |            |
| Hyles gallii                    | Walstropijlstaart                 |            |
| Hyles livornica                 | Gestreepte pijlstaart             |            |
| Hypatima rhomboidella           | Zandlopermot                      |            |
| Hypatopa binotella              | Vijfvlekspaandermot               |            |
| Hypatopa inunctella             | Platte spaandermot                |            |
| Hypena crassalis                | Bosbessnuituil                    |            |
| Hypena obesalis                 | Brandnetelsnuituil                |            |
| Hypena proboscidalis            | Bruine snuituil                   |            |
| Hypena rostralis                | Hopsnuituil                       |            |
| Hypenodes humidalis             | Moerasmicro-uil                   |            |
| Hypochalcia ahenella            | Ganzenvoetmot                     |            |
| Hypomecis punctinalis           | Ringspikkelspanner                |            |
| Hypomecis roboraria             | Grote spikkelspanner              |            |
| Hyppa rectilinea                | Zwartstreepuil                    |            |
| Hypsopygia costalis             | Triangelmot                       |            |
| Hypsopygia glaucinalis          | Tweelijnmot                       |            |
| Idaea aversata                  | Grijze stipspanner                |            |
| Idaea biselata                  | Schildstipspanner                 |            |
| Idaea dimidiata                 | Vlekstipspanner                   |            |
| Idaea emarginata                | Geblokte stipspanner              |            |
| Idaea fuscovenosa               | Dwergstipspanner                  |            |
| Idaea humiliata                 | Streepstipspanner                 |            |
| Idaea inquinata                 | Roestige stipspanner              |            |
| Idaea laevigata                 | Strooiselstipspanner              |            |
| Idaea muricata                  | Geelpurperen spanner              |            |
| Idaea ochrata                   | Okergele spanner                  |            |
| Idaea rusticata                 | Schaduwstipspanner                |            |
| Idaea seriata                   | Paardenbloemspanner               |            |
| Idaea straminata                | Egale stipspanner                 |            |
| Idaea subsericeata              | Satijnstipspanner                 |            |
| Idaea sylvestraria              | Randstipspanner                   |            |
| Idaea trigeminata               | Zuidelijke stipspanner            |            |
| Idia calvaria                   | Donkerbruine snuituil             |            |
| Incurvaria koerneriella         | Beukenbladsnijdermot              |            |
| Incurvaria masculella           | Gewone witvlekmot                 |            |
| Incurvaria oehlmanniella        | Bosbeswitvlekmoet                 |            |
| Incurvaria pectinea             | Berkenbladsnijdermot              |            |
| Incurvaria praelatella          | Aardbeiwitvlekmot                 |            |
| Infurcitinea argentimaculella   | Moswortelmot                      |            |
| Infurcitinea ignicomella        | Zandkroeskopje                    |            |
| Iphiclides podalirius           | Koningspage                       |            |
| Ipimorpha retusa                | Heremietuil                       |            |
| Ipimorpha subtusa               | Tweekleurige heremietuil          |            |
| Isophrictis anthemidella        | Scherpe streepbandmot             |            |
| Isophrictis striatella          | Streepbandmot                     |            |
| Isotrias rectifasciana          | V-bandbladroller                  |            |
| Issoria lathonia                | Kleine parelmoervlinder           |            |
| Isturgia limbaria               | Oranje bremspanner                |            |
| Jodia croceago                  | Wintergouduil                     |            |
| Jodis lactearia                 | Melkwitte zomervlinder            |            |
| Jodis putata                    | Spaansgroene zomervlinder         |            |
| Korscheltellus lupulinus        | Slawortelboorder                  |            |
| Lacanobia contigua              | Geoogde w-uil                     |            |
| Lacanobia oleracea              | Groente-uil                       |            |
| Lacanobia splendens             | Moeras-w-uil                      |            |
| Lacanobia suasa                 | Variabele w-uil                   |            |
| Lacanobia thalassina            | W-uil                             |            |
| Lacanobia w-latinum             | Brede-w-uil                       |            |
| Laelia coenosa                  | Moerasspinner                     |            |
| Lamoria anella                  | Witvlekhommelmot                  |            |
| Lampides boeticus               | Tijgerblauwtje                    |            |
| Lampronia capitella             | Bessenscheutboorder               |            |
| Lampronia corticella            | Frambozenscheutboorder            |            |
| Lampronia flavimitrella         | Tweebandscheutboorder             |            |
| Lampronia fuscatella            | Berkengalmot                      |            |
| Lampronia luzella               | Zwartkopscheutboorder             |            |
| Lampronia morosa                | Rozenscheutboorder                |            |
| Lampropteryx suffumata          | Fraaie walstrospanner             |            |
| Lamprotes c-aureum              | Akelei-uil                        |            |
| Laothoe populi                  | Populierenpijlstaart              |            |
| Larentia clavaria               | Malvabandspanner                  |            |
| Lasiocampa quercus              | Hageheld                          |            |
| Lasiocampa trifolii             | Kleine hageheld                   |            |
| Lasiommata maera                | Rotsvlinder                       |            |
| Lasiommata megera               | Argusvlinder                      |            |
| Laspeyria flexula               | Bruine sikkeluil                  |            |
| Lathronympha strigana           | Hertshooibladroller               |            |
| Lemonia dumi                    | Herfstspinner                     |            |
| Leptidea juvernica              | Cryptisch boswitje                |            |
| Leptidea sinapis                | Boswitje                          |            |
| Leucania comma                  | Komma-uil                         |            |
| Leucania loreyi                 | Kosmopoliet                       |            |
| Leucania obsoleta               | Gestreepte rietuil                |            |
| Leucodonta bicoloria            | Tweekleurige tandvlinder          |            |
| Leucoma salicis                 | Satijnvlinder                     |            |
| Leucoptera laburnella           | Goudenregenmot                    |            |
| Leucoptera lotella              | Rolklaversneeuwmot                |            |
| Leucoptera lustratella          | Hertshooisneeuwmot                |            |
| Leucoptera malifoliella         | Appelsneeuwmot                    |            |
| Leucoptera sinuella             | Populierensneeuwmot               |            |
| Leucoptera spartifoliella       | Bremsneeuwmot                     |            |
| Leucospilapteryx omissella      | Bijvoetblaarmot                   |            |
| Levipalpus hepatariella         | Leverplatlijf                     |            |
| Ligdia adustata                 | Aangebrande spanner               |            |
| Limenitis camilla               | Kleine ijsvogelvlinder            |            |
| Limenitis populi                | Grote ijsvogelvlinder             |            |
| Limenitis reducta               | Blauwe ijsvogelvlinder            |            |
| Limnaecia phragmitella          | Lisdoddeveertje                   |            |
| Lithacodia uncula               | Zilverhaak                        |            |
| Lithomoia solidaginis           | Bruine bosbesuil                  |            |
| Lithophane furcifera            | Kleine manteluil                  |            |
| Lithophane lamda                | Gageluil                          |            |
| Lithophane leautieri            | Coniferenuil                      |            |
| Lithophane ornitopus            | Lichtgrijze uil                   |            |
| Lithophane semibrunnea          | Bruine essenuil                   |            |
| Lithophane socia                | Geelbruine houtuil                |            |
| Lithosia quadra                 | Viervlakvlinder                   |            |
| Lithostege griseata             | Lichtgrijze spanner               |            |
| Lobesia abscisana               | Slangenkruidbladroller            |            |
| Lobesia artemisiana             | Bijvoetbladroller                 |            |
| Lobesia euphorbiana             | Wolfsmelkbladroller               |            |
| Lobesia littoralis              | Strandkruidbladroller             |            |
| Lobesia reliquana               | Harlekijnbladroller               |            |
| Lobophora halterata             | Lichte blokspanner                |            |
| Lomaspilis marginata            | Gerande spanner                   |            |
| Lomographa bimaculata           | Tweevlekspanner                   |            |
| Lomographa temerata             | Witte schaduwspanner              |            |
| Lopinga achine                  | Boszandoog                        |            |
| Loxostege sticticalis           | Geelzoommot                       |            |
| Lozotaenia forsterana           | Gemarmerde drievlekbladroller     |            |
| Lozotaeniodes formosana         | Stipjesbladroller                 |            |
| Luffia lapidella                | Hoornzakdrager                    |            |
| Luperina testacea               | Gewone grasuil                    |            |
| Luquetia lobella                | Tienvlekmot                       |            |
| Lycaena dispar                  | Grote vuurvlinder                 |            |
| Lycaena hippothoe               | Rode vuurvlinder                  |            |
| Lycaena phlaeas                 | Kleine vuurvlinder                |            |
| Lycaena tityrus                 | Bruine vuurvlinder                |            |
| Lycaena virgaureae              | Morgenrood                        |            |
| Lycia hirtaria                  | Dunvlerkspanner                   |            |
| Lycia zonaria                   | Rouwrandspanner                   |            |
| Lycophotia molothina            | Grijze heide-uil                  |            |
| Lycophotia porphyrea            | Granietuil                        |            |
| Lygephila pastinum              | Wikke-uil                         |            |
| Lymantria dispar                | Plakker                           |            |
| Lymantria monacha               | Nonvlinder                        |            |
| Lyonetia clerkella              | Hangmatmot                        |            |
| Lyonetia prunifoliella          | Sleedoornhangmatmot               |            |
| Lypusa maurella                 | Houtskoolmot                      |            |
| Lythria cruentaria              | Zuringspanner                     |            |
| Macaria alternata               | Donker klaverblaadje              |            |
| Macaria artesiaria              | Wilgenspanner                     |            |
| Macaria brunneata               | Bosbesbruintje                    |            |
| Macaria liturata                | Gerimpelde spanner                |            |
| Macaria notata                  | Klaverblaadje                     |            |
| Macaria signaria                | Lariksspanner                     |            |
| Macaria wauaria                 | Zwarte-w-vlinder                  |            |
| Macdunnoughia confusa           | Getekende gamma-uil               |            |
| Macrochilo cribrumalis          | Stippelsnuituil                   |            |
| Macroglossum stellatarum        | Kolibrievlinder                   |            |
| Macrothylacia rubi              | Veelvraat                         |            |
| Malacosoma castrense            | Heideringelrups                   |            |
| Malacosoma neustria             | Ringelrups                        |            |
| Mamestra brassicae              | Kooluil                           |            |
| Maniola jurtina                 | Bruin zandoogje                   |            |
| Marasmarcha lunaedactyla        | Stalkruidvedermot                 |            |
| Matilella fusca                 | Grijze heidelichtmot              |            |
| Mecyna flavalis                 | Geelwitte kruidenmot              |            |
| Meganola albula                 | Groot visstaartje                 |            |
| Meganola strigula               | Donker visstaartje                |            |
| Meganola togatulalis            | Zwartlijnvisstaartje              |            |
| Melanargia galathea             | Dambordje                         |            |
| Melanchra persicariae           | Perzikkruiduil                    |            |
| Melanthia procellata            | Witvlekbosrankspanner             |            |
| Melitaea athalia                | Bosparelmoervlinder               |            |
| Melitaea aurelia                | Steppeparelmoervlinder            |            |
| Melitaea cinxia                 | Veldparelmoervlinder              |            |
| Melitaea diamina                | Woudparelmoervlinder              |            |
| Melitaea didyma                 | Tweekleurige parelmoervlinder     |            |
| Menophra abruptaria             | Zwartvlekspikkelspanner           |            |
| Merrifieldia baliodactylus      | Marjoleinvedermot                 |            |
| Merrifieldia leucodactyla       | Tijmvedermot                      |            |
| Mesapamea didyma                | Halmrupsvlinder                   |            |
| Mesapamea secalis/didyma        | Halmrupsvlinder                   |            |
| Mesapamea secalis               | Halmrupsvlinder                   |            |
| Mesogona oxalina                | Hoeklijnuil                       |            |
| Mesoleuca albicillata           | Brummelspanner                    |            |
| Mesoligia furuncula             | Zandhalmuiltje                    |            |
| Mesoligia literosa              | Duinhalmuiltje                    |            |
| Mesotype didymata               | Pijlkruidspanner                  |            |
| Mesotype verberata              | Bleke bergspanner                 |            |
| Metalampra cinnamomea           | Kaneelsikkelmot                   |            |
| Metendothenia atropunctana      | Kleine stipbladroller             |            |
| Metriotes lutarea               | Grijze muurkokermot               |            |
| Metzneria aestivella            | Driedistelpalpmot                 |            |
| Metzneria aprilella             | Karmozijnrode distelpalpmot       |            |
| Metzneria lappella              | Klispalpmot                       |            |
| Metzneria metzneriella          | Knoopkruidpalpmot                 |            |
| Micropterix aruncella           | Vroege oermot                     |            |
| Micropterix aureatella          | Gebandeerde oermot                |            |
| Micropterix calthella           | Dotterbloemoermot                 |            |
| Micropterix mansuetella         | Zeggenoermot                      |            |
| Micropterix osthelderi          | Bergoermot                        |            |
| Micropterix schaefferi          | Gelderse oermot                   |            |
| Micropterix tunbergella         | Bosoermot                         |            |
| Micrurapteryx kollariella       | Bremsteltmot                      |            |
| Miltochrista miniata            | Rozenblaadje                      |            |
| Mimas tiliae                    | Lindepijlstaart                   |            |
| Minoa murinata                  | Bruin spannertje                  |            |
| Minucia lunaris                 | Grijs weeskind                    |            |
| Mirificarma eburnella           | Vuurpalpmot                       |            |
| Mirificarma interrupta          | Streephoutmot                     |            |
| Mirificarma lentiginosella      | Witpootpalpmot                    |            |
| Mirificarma mulinella           | Bremkwastje                       |            |
| Mniotype adusta                 | Adusta-uil                        |            |
| Mniotype satura                 | Roestuil                          |            |
| Moma alpium                     | Gevlekte groenuil                 |            |
| Mompha bradleyi                 | Harig-wilgenroosjesgalmot         |            |
| Mompha conturbatella            | Wilgenroosjesscheutmot            |            |
| Mompha divisella                | Basterdwederikgalmot              |            |
| Mompha epilobiella              | Gewone wilgenroosjesmot           |            |
| Mompha idaei                    | Wilgenroosjeswortelmot            |            |
| Mompha jurassicella             | Wilgenroosjesboorder              |            |
| Mompha langiella                | Zwarte heksenkruidmot             |            |
| Mompha locupletella             | Basterdwederikmot                 |            |
| Mompha miscella                 | Zonneroosjesmot                   |            |
| Mompha ochraceella              | Gele wilgenroosjesmot             |            |
| Mompha propinquella             | Bonte wilgenroosjesmot            |            |
| Mompha raschkiella              | Tweekleurige wilgenroosjesmot     |            |
| Mompha sturnipennella           | Wilgenroosjesgalmot               |            |
| Mompha subbistrigella           | Basterdwederikpeulmot             |            |
| Mompha terminella               | Kleine heksenkruidmot             |            |
| Monochroa arundinetella         | Lichte boegsprietmot              |            |
| Monochroa conspersella          | Witvlekboegsprietmot              |            |
| Monochroa cytisella             | Varenboegsprietmot                |            |
| Monochroa divisella             | Donkere boegsprietmot             |            |
| Monochroa elongella             | Zandplaatboegsprietmot            |            |
| Monochroa hornigi               | Duizendknoopboegsprietmot         |            |
| Monochroa lucidella             | Geelbandboegsprietmot             |            |
| Monochroa lutulentella          | Spireaboegsprietmot               |            |
| Monochroa moyses                | Zeeuwse boegsprietmot             |            |
| Monochroa palustrellus          | Gestreepte boegsprietmot          |            |
| Monochroa suffusella            | Tweevleksboegsprietmot            |            |
| Monochroa tenebrella            | Olijfkleurige boegsprietmot       |            |
| Monochroa tetragonella          | Zwartvlekboegsprietmot            |            |
| Monopis crocicapitella          | Crème kijkgaatje                  |            |
| Monopis fenestratella           | Geoogde pelsmot                   |            |
| Monopis imella                  | Egaal kijkgaatje                  |            |
| Monopis laevigella              | Kijkgaatje                        |            |
| Monopis monachella              | Zustermot                         |            |
| Monopis obviella                | Geel kijkgaatje                   |            |
| Monopis weaverella              | Witvlekkijkgaatje                 |            |
| Mormo maura                     | Zwart weeskind                    |            |
| Morophaga choragella            | Elfenbankjesmot                   |            |
| Myelois circumvoluta            | Distelhermelijntje                |            |
| Mythimna albipuncta             | Witstipgrasuil                    |            |
| Mythimna conigera               | Eenstreepgrasuil                  |            |
| Mythimna favicolor              | Pseudo-bleke grasuil              |            |
| Mythimna ferrago                | Gekraagde grasuil                 |            |
| Mythimna impura                 | Stompvleugelgrasuil               |            |
| Mythimna l-album                | Witte-l-uil                       |            |
| Mythimna litoralis              | Helmgrasuil                       |            |
| Mythimna pallens                | Bleke grasuil                     |            |
| Mythimna pudorina               | Grijze grasuil                    |            |
| Mythimna scirpi                 | Wortelstreepgrasuil               |            |
| Mythimna sicula                 | Wortelstreepgrasuil               |            |
| Mythimna straminea              | Spitsvleugelgrasuil               |            |
| Mythimna turca                  | Tweestreepgrasuil                 |            |
| Mythimna unipuncta              | Eenstipgrasuil                    |            |
| Mythimna vitellina              | Zuidelijke grasuil                |            |
| Naenia typica                   | Splinterstreep                    |            |
| Narycia duplicella              | Poederzakdrager                   |            |
| Nascia cilialis                 | Moerasduiveltje                   |            |
| Nemapogon clematella            | Satijnkroeskopje                  |            |
| Nemapogon cloacella             | Gewoon kroeskopje                 |            |
| Nemapogon granella              | Gespikkeld kroeskopje             |            |
| Nemapogon inconditella          | Licht kroeskopje                  |            |
| Nemapogon quercicolella         | Nemapogon quercicolella           |            |
| Nemapogon ruricolella           | Okerkleurig kroeskopje            |            |
| Nemapogon variatella            | Gehoekt kroeskopje                |            |
| Nemapogon wolffiella            | Donker kroeskopje                 |            |
| Nematopogon adansoniella        | Gevlekte langsprietmot            |            |
| Nematopogon metaxella           | Brede langsprietmot               |            |
| Nematopogon pilella             | Bosbeslangsprietmot               |            |
| Nematopogon robertella          | Naaldboslangsprietmot             |            |
| Nematopogon schwarziellus       | Zuidelijke langsprietmot          |            |
| Nematopogon swammerdamella      | Bleke langsprietmot               |            |
| Nemaxera betulinella            | Oranjebruin kroeskopje            |            |
| Nemophora cupriacella           | Koperkleurige langsprietmot       |            |
| Nemophora degeerella            | Geelbandlangsprietmot             |            |
| Nemophora fasciella             | Ballotelangsprietmot              |            |
| Nemophora metallica             | Gouden langsprietmot              |            |
| Nemophora minimella             | Blauwe-knooplangsprietmot         |            |
| Nemophora ochsenheimerella      | Geoogde langsprietmot             |            |
| Nemophora violellus             | Gentiaanlangsprietmot             |            |
| Neofaculta ericetella           | Heidepalpmot                      |            |
| Neofaculta infernella           | Bosbespalpmot                     |            |
| Neofriseria peliella            | Donkere zuringpalpmot             |            |
| Neofriseria singula             | Lichte zuringpalpmot              |            |
| Neosphaleroptera nubilana       | Geelkwastbladroller               |            |
| Neozephyrus quercus             | Eikenpage                         |            |
| Nephopterix angustella          | Kraagvleugelmot                   |            |
| Niditinea fuscella              | Bruingevlekte klerenmot           |            |
| Niditinea striolella            | Smalle klerenmot                  |            |
| Noctua comes                    | Volgeling                         |            |
| Noctua fimbriata                | Breedbandhuismoeder               |            |
| Noctua interjecta               | Kleine huismoeder                 |            |
| Noctua janthe                   | Open-breedbandhuismoeder          |            |
| Noctua janthina                 | Kleine breedbandhuismoeder        |            |
| Noctua orbona                   | Zwartpuntvolgeling                |            |
| Noctua pronuba                  | Huismoeder                        |            |
| Nola aerugula                   | Licht visstaartje                 |            |
| Nola confusalis                 | Vroeg visstaartje                 |            |
| Nola cucullatella               | Klein visstaartje                 |            |
| Nola holsatica                  | Bremvisstaartje                   |            |
| Nomophila noctuella             | Luipaardlichtmot                  |            |
| Nonagria typhae                 | Lisdoddeboorder                   |            |
| Nothris verbascella             | Zwartpootmot                      |            |
| Notocelia cynosbatella          | Hermelijnbladroller               |            |
| Notocelia incarnatana           | Smalle hermelijnbladroller        |            |
| Notocelia roborana              | Scherpe hermelijnbladroller       |            |
| Notocelia rosaecolana           | Rozenhermelijnbladroller          |            |
| Notocelia trimaculana           | Breedgehaakte hermelijnbladroller |            |
| Notocelia uddmanniana           | Bramenbladroller                  |            |
| Notodonta dromedarius           | Dromedaris                        |            |
| Notodonta torva                 | Geelbruine tandvlinder            |            |
| Notodonta tritophus             | Wilgentandvlinder                 |            |
| Notodonta ziczac                | Kameeltje                         |            |
| Nudaria mundana                 | Bleek beertje                     |            |
| Nyctegretis lineana             | Zomerduinmot                      |            |
| Nycteola asiatica               | Kleine wilgenuil                  |            |
| Nycteola degenerana             | Fraaie wilgenuil                  |            |
| Nycteola revayana               | Variabele eikenuil                |            |
| Nycterosea obstipata            | Zuidelijke bandspanner            |            |
| Nymphalis antiopa               | Rouwmantel                        |            |
| Nymphalis polychloros           | Grote vos                         |            |
| Nymphula nitidulata             | Egelskopmot                       |            |
| Ochlodes sylvanus               | Groot dikkopje                    |            |
| Ochropacha duplaris             | Tweestip-orvlinder                |            |
| Ochropleura plecta              | Haarbos                           |            |
| Ochsenheimeria taurella         | Tarwestekelmot                    |            |
| Ochsenheimeria urella           | Ochsenheimeria urella             |            |
| Ochsenheimeria vacculella       | Lichte stekelmot                  |            |
| Ocnerostoma friesei             | Wit naaldkwastje                  |            |
| Ocnerostoma piniariella         | Grijs naaldkwastje                |            |
| Odezia atrata                   | Rouwspanner                       |            |
| Odonestis pruni                 | Kersenspinner                     |            |
| Odontopera bidentata            | Getande spanner                   |            |
| Odontosia carmelita             | Berkentandvlinder                 |            |
| Oecophora bractella             | Molmboorder                       |            |
| Oegoconia caradjai              | Zwaveldominomot                   |            |
| Oegoconia deauratella           | Witte dominomot                   |            |
| Oegoconia quadripuncta          | Oegoconia quadripuncta            |            |
| Oidaematophorus lithodactyla    | Pluimpjesvedermot                 |            |
| Oinophila v-flava               | Wijnkeldermot                     |            |
| Olethreutes arcuella            | Geisha - Olethreutes arcuella     |            |
| Oligia fasciuncula              | Oranjegeel halmuiltje             |            |
| Oligia latruncula               | Donker halmuiltje                 |            |
| Oligia strigilis                | Gelobd halmuiltje                 |            |
| Oligia versicolor               | Bont halmuiltje                   |            |
| Olindia schumacherana           | Coureurmotje                      |            |
| Omphaloscelis lunosa            | Maansikkeluil                     |            |
| Oncocera semirubella            | Prachtmot                         |            |
| Operophtera brumata             | Kleine wintervlinder              |            |
| Operophtera fagata              | Berkenwintervlinder               |            |
| Opigena polygona                | Veelhoekaarduil                   |            |
| Opisthograptis luteolata        | Hagedoornvlinder                  |            |
| Opogona sacchari                | Bananenboorder                    |            |
| Opostega salaciella             | Witte oogklepmot                  |            |
| Orgyia antiqua                  | Witvlakvlinder                    |            |
| Orgyia antiquoides              | Heidewitvlakvlinder               |            |
| Orgyia recens                   | Hoekstipvlinder                   |            |
| Orophia sordidella              | Krijtlandmot                      |            |
| Ortholepis betulae              | Berkenlichtmot                    |            |
| Orthonama vittata               | Moeraswalstrospanner              |            |
| Orthosia cerasi                 | Tweestreepvoorjaarsuil            |            |
| Orthosia cruda                  | Kleine voorjaarsuil               |            |
| Orthosia gothica                | Nunvlinder                        |            |
| Orthosia gracilis               | Sierlijke voorjaarsuil            |            |
| Orthosia incerta                | Variabele voorjaarsuil            |            |
| Orthosia miniosa                | Eikenvoorjaarsuil                 |            |
| Orthosia opima                  | Bandvoorjaarsuil                  |            |
| Orthosia populeti               | Populierenvoorjaarsuil            |            |
| Orthotaenia undulana            | Woudbladroller                    |            |
| Orthotelia sparganella          | Rietstreepmot                     |            |
| Ostrinia nubilalis              | Europese maisboorder              |            |
| Ourapteryx sambucaria           | Vliervlinder                      |            |
| Oxyptilus chrysodactyla         | Havikskruidvedermot               |            |
| Oxyptilus parvidactyla          | Fraaie muizenoorvedermot          |            |
| Oxyptilus pilosellae            | Muizenoorvedermot                 |            |
| Pachetra sagittigera            | Gevlekte pijluil                  |            |
| Pachycnemia hippocastanaria     | Grijze heispanner                 |            |
| Pachythelia villosella          | Grote reuzenzakdrager             |            |
| Palpita vitrealis               | Satijnlichtmot                    |            |
| Pammene agnotana                | Meidoorndwergbladroller           |            |
| Pammene albuginana              | Eikendwergbladroller              |            |
| Pammene argyrana                | Fruitdwergbladroller              |            |
| Pammene aurana                  | Oranje dwergbladroller            |            |
| Pammene aurita                  | Morgenroodbladroller              |            |
| Pammene fasciana                | Gewone dwergbladroller            |            |
| Pammene gallicana               | Pauwdwergbladroller               |            |
| Pammene gallicolana             | Galdwergbladroller                |            |
| Pammene germmana                | Haakjesdwergbladroller            |            |
| Pammene giganteana              | Grote dwergbladroller             |            |
| Pammene ignorata                | Lindedwergbladroller              |            |
| Pammene insulana                | Berkengaldwergbladroller          |            |
| Pammene juniperana              | Jeneverbesdwergbladroller         |            |
| Pammene luedersiana             | Gageldwergbladroller              |            |
| Pammene obscurana               | Grijze dwergbladroller            |            |
| Pammene ochsenheimeriana        | Sparrendwergbladroller            |            |
| Pammene populana                | Populierendwergbladroller         |            |
| Pammene regiana                 | Maanmot                           |            |
| Pammene rhediella               | Luciferbladroller                 |            |
| Pammene spiniana                | Sleedoorndwergbladroller          |            |
| Pammene splendidulana           | Prachtdwergbladroller             |            |
| Pammene trauniana               | Donkere maanmot                   |            |
| Pancalia leuwenhoekella         | Kleine viooltjesmot               |            |
| Pancalia nodosella              | Duinviooltjesmot                  |            |
| Pancalia schwarzella            | Hondsviooltjesmot                 |            |
| Pandemis cerasana               | Kersenbladroller                  |            |
| Pandemis cinnamomeana           | Witsnuitbladroller                |            |
| Pandemis corylana               | Hazelaarbladroller                |            |
| Pandemis dumetana               | Fijnmazige bladroller             |            |
| Pandemis heparana               | Leverkleurige bladroller          |            |
| Panemeria tenebrata             | Dwerghuismoeder                   |            |
| Panolis flammea                 | Dennenuil                         |            |
| Panthea coenobita               | Schijn-nonvlinder                 |            |
| Papestra biren                  | Heide-schaaruil                   |            |
| Papilio machaon                 | Koninginnenpage                   |            |
| Parachronistis albiceps         | Zebramot                          |            |
| Paracolax tristalis             | Gele snuituil                     |            |
| Paracorsia repandalis           | Honingbandmot                     |            |
| Paradarisa consonaria           | Vierkantspikkelspanner            |            |
| Paradrina clavipalpis           | Huisuil                           |            |
| Paradrina selini                | Paradrina selini                  |            |
| Paramesia gnomana               | Scherpbandbladroller              |            |
| Paranthrene tabaniformis        | Populierenwespvlinder             |            |
| Parapoynx stratiotata           | Krabbenscheermot                  |            |
| Pararge aegeria                 | Bont zandoogje                    |            |
| Parascotia fuliginaria          | Paddenstoeluil                    |            |
| Parasemia plantaginis           | Weegbreebeer                      |            |
| Parastichtis suspecta           | Populierenuil                     |            |
| Parastichtis ypsillon           | Wilgenschorsvlinder               |            |
| Paraswammerdamia albicapitella  | Witkraagduifmot                   |            |
| Paraswammerdamia nebulella      | Meidoornduifmot                   |            |
| Paratalanta hyalinalis          | Toortsmot                         |            |
| Paratalanta pandalis            | Lichte golfbandmot                |            |
| Parectopa ononidis              | Stalkruidmineermot                |            |
| Parectropis similaria           | Witvlekspikkelspanner             |            |
| Pareulype berberata             | Berberisspanner                   |            |
| Parnassius apollo               | Apollovlinder                     |            |
| Parornix anglicella             | Meidoornzebramot                  |            |
| Parornix anguliferella          | Peerzebramot                      |            |
| Parornix betulae                | Berkenzebramot                    |            |
| Parornix carpinella             | Haagbeukzebramot                  |            |
| Parornix devoniella             | Gewone zebramot                   |            |
| Parornix fagivora               | Beukenzebramot                    |            |
| Parornix finitimella            | Sleedoornzebramot                 |            |
| Parornix loganella              | Parornix loganella                |            |
| Parornix scoticella             | Appelzebramot                     |            |
| Parornix torquillella           | Fraaie zebramot                   |            |
| Pasiphila chloerata             | Sleedoorndwergspanner             |            |
| Pasiphila debiliata             | Bosbesdwergspanner                |            |
| Pasiphila rectangulata          | Groene dwergspanner               |            |
| Pechipogo strigilata            | Baardsnuituil                     |            |
| Pediasia aridella               | Geaderde grasmot                  |            |
| Pediasia contaminella           | Oranjebruine grasmot              |            |
| Pediasia fascelinella           | Grote grasmot                     |            |
| Pelochrista caecimaculana       | Knoopkruidknoopvlekje             |            |
| Pelosia muscerda                | Muisbeertje                       |            |
| Pelosia obtusa                  | Klein muisbeertje                 |            |
| Pelurga comitata                | Kajatehoutspanner                 |            |
| Pempelia obductella             | Honinglichtmot                    |            |
| Pempelia palumbella             | Heidelichtmot                     |            |
| Pempeliella dilutella           | Kleine tijmlichtmot               |            |
| Pempeliella ornatella           | Tijmlichtmot                      |            |
| Pennisetia hylaeiformis         | Frambozenglasvlinder              |            |
| Perconia strigillaria           | Gestreepte bremspanner            |            |
| Peribatodes rhomboidaria        | Taxusspikkelspanner               |            |
| Peribatodes secundaria          | Geveerde spikkelspanner           |            |
| Periclepsis cinctana            | Prinsesbladroller                 |            |
| Peridea anceps                  | Eikentandvlinder                  |            |
| Peridroma saucia                | Blauwvleugeluil                   |            |
| Perigrapha munda                | Dubbelstipvoorjaarsuil            |            |
| Periphanes delphinii            | Ridderspooruil                    |            |
| Perittia farinella              | Grasgeestje                       |            |
| Perittia obscurepunctella       | Kamperfoeliemineermot             |            |
| Perizoma affinitata             | Koekoeksbloemspanner              |            |
| Perizoma albulata               | Ratelaarspanner                   |            |
| Perizoma alchemillata           | Hennepnetelspanner                |            |
| Perizoma bifaciata              | Donkere ogentroostspanner         |            |
| Perizoma blandiata              | Ogentroostspanner                 |            |
| Perizoma flavofasciata          | Silenespanner                     |            |
| Petrophora chlorosata           | Varenspanner                      |            |
| Pexicopia malvella              | Heemstzaadmot                     |            |
| Phalacropterix graslinella      | Veenheidezakdrager                |            |
| Phalera bucephala               | Wapendrager                       |            |
| Phalonidia affinitana           | Zultebladroller                   |            |
| Phalonidia curvistrigana        | Guldenroedebladroller             |            |
| Phalonidia manniana             | Muntbladroller                    |            |
| Pharmacis fusconebulosa         | Gemarmerde wortelboorder          |            |
| Phaulernis dentella             | Grijze borstelmot                 |            |
| Phaulernis fulviguttella        | Gevlekte borstelmot               |            |
| Pheosia gnoma                   | Berkenbrandvlerkvlinder           |            |
| Pheosia tremula                 | Brandvlerkvlinder                 |            |
| Phiaris bipunctana              | Tweepuntige lijnbladroller        |            |
| Phiaris micana                  | Roestlijnbladroller               |            |
| Phiaris palustrana              | Vosrode lijnbladroller            |            |
| Phiaris schulziana              | Granietbladroller                 |            |
| Phiaris umbrosana               | Kalklijnbladroller                |            |
| Phibalapteryx virgata           | Echt-walstrospanner               |            |
| Phigalia pilosaria              | Perentak                          |            |
| Philedone gerningana            | Klokbladroller                    |            |
| Philereme transversata          | Wegedoornspanner                  |            |
| Philereme vetulata              | Sporkehoutspanner                 |            |
| Phlogophora meticulosa          | Agaatvlinder                      |            |
| Photedes minima                 | Bochtige smele-uil                |            |
| Phragmataecia castaneae         | Rietluipaard                      |            |
| Phragmatiphila nexa             | Liesgrasboorder                   |            |
| Phragmatobia fuliginosa         | Kleine beer                       |            |
| Phtheochroa inopiana            | Dof smalsnuitje                   |            |
| Phtheochroa rugosana            | Schimmelbladroller                |            |
| Phtheochroa schreibersiana      | Tweekleurig smalsnuitje           |            |
| Phtheochroa sodaliana           | Bont smalsnuitje                  |            |
| Phthorimaea operculella         | Aardappelmot                      |            |
| Phycita roborella               | Eikenlichtmot                     |            |
| Phycitodes albatella            | Grootvlekweidemot                 |            |
| Phycitodes binaevella           | Weidemot                          |            |
| Phycitodes inquinatella         | Fraaie weidemot                   |            |
| Phycitodes maritima             | Smalle weidemot                   |            |
| Phycitodes saxicola             | Kustweidemot                      |            |
| Phyllocnistis labyrinthella     | Phyllocnistis labyrinthella       |            |
| Phyllocnistis saligna           | Wilgenslakkenspoormot             |            |
| Phyllocnistis unipunctella      | Eenstipslakkenspoormot            |            |
| Phyllocnistis xenia             | Printplaatmot                     |            |
| Phyllodesma ilicifolium         | Hulstblad                         |            |
| Phyllodesma tremulifolium       | Espenblad                         |            |
| Phyllonorycter acerifoliella    | Spaanse-aakvouwmot                |            |
| Phyllonorycter anderidae        | Berkenopslagvouwmot               |            |
| Phyllonorycter apparella        | Phyllonorycter apparella          |            |
| Phyllonorycter blancardella     | Appelvouwmot                      |            |
| Phyllonorycter cavella          | Grote berkenvouwmot               |            |
| Phyllonorycter cerasicolella    | Kersenvouwmot                     |            |
| Phyllonorycter comparella       | Abeelvouwmot                      |            |
| Phyllonorycter connexella       | Gouden populierenvouwmot          |            |
| Phyllonorycter coryli           | Hazelaarblaasmot                  |            |
| Phyllonorycter corylifoliella   | Vruchtboomvouwmot                 |            |
| Phyllonorycter cydoniella       | Phyllonorycter cydoniella         |            |
| Phyllonorycter dubitella        | Boswilgvouwmot                    |            |
| Phyllonorycter emberizaepenella | Kamperfoelievouwmot               |            |
| Phyllonorycter esperella        | Haagbeukblaasmijnmot              |            |
| Phyllonorycter froelichiella    | Oranje elzenvouwmot               |            |
| Phyllonorycter geniculella      | Gewone-esdoornvouwmot             |            |
| Phyllonorycter harrisella       | Witte eikenvouwmot                |            |
| Phyllonorycter heegeriella      | Gestreepte eikenvouwmot           |            |
| Phyllonorycter hilarella        | Gebandeerde wilgenvouwmot         |            |
| Phyllonorycter insignitella     | Klavervouwmot                     |            |
| Phyllonorycter junoniella       | Vossenbesvouwmot                  |            |
| Phyllonorycter klemannella      | Goudrugelzenvouwmot               |            |
| Phyllonorycter kuhlweiniella    | Gezaagde eikenvouwmot             |            |
| Phyllonorycter lantanella       | Sneeuwbalvouwmot                  |            |
| Phyllonorycter lautella         | Prachteikenvouwmot                |            |
| Phyllonorycter leucographella   | Vuurdoornvouwmot                  |            |
| Phyllonorycter maestingella     | Beukenvouwmot                     |            |
| Phyllonorycter medicaginella    | Honingklavervouwmot               |            |
| Phyllonorycter mespilella       | Perenvouwmot                      |            |
| Phyllonorycter messaniella      | Veelvraatvouwmot                  |            |
| Phyllonorycter muelleriella     | Gevlekte eikenvouwmot             |            |
| Phyllonorycter nicellii         | Hazelaarvouwmot                   |            |
| Phyllonorycter oxyacanthae      | Meidoornvouwmot                   |            |
| Phyllonorycter pastorella       | Late wilgenvouwmot                |            |
| Phyllonorycter platani          | Plataanvouwmot                    |            |
| Phyllonorycter joannisi         | Noorse-esdoornvouwmot             |            |
| Phyllonorycter populifoliella   | Grijze populierenvouwmot          |            |
| Phyllonorycter quercifoliella   | Gewone eikenvouwmot               |            |
| Phyllonorycter quinqueguttella  | Kruipwilgvouwmot                  |            |
| Phyllonorycter rajella          | Gewone elzenvouwmot               |            |
| Phyllonorycter robiniella       | Acaciavouwmot                     |            |
| Phyllonorycter roboris          | Bonte eikenvouwmot                |            |
| Phyllonorycter sagitella        | Rode espenvouwmot                 |            |
| Phyllonorycter salicicolella    | Wilgenvouwmot                     |            |
| Phyllonorycter salictella       | Witstreepwilgenvouwmot            |            |
| Phyllonorycter scabiosella      | Duifkruidmineermot                |            |
| Phyllonorycter schreberella     | Fraaie iepenvouwmot               |            |
| Phyllonorycter scopariella      | Bremstengelvouwmot                |            |
| Phyllonorycter sorbi            | Lijsterbesvouwmot                 |            |
| Phyllonorycter spinicolella     | Sleedoornvouwmot                  |            |
| Phyllonorycter stettinensis     | Elzenblaasmijnmot                 |            |
| Phyllonorycter strigulatella    | Fraaie elzenvouwmot               |            |
| Phyllonorycter tenerella        | Haagbeukvouwmot                   |            |
| Phyllonorycter trifasciella     | Oranje kamperfoelievouwmot        |            |
| Phyllonorycter tristrigella     | Geelkopiepenvouwmot               |            |
| Phyllonorycter ulmifoliella     | Berkenvouwmot                     |            |
| Phyllonorycter viminetorum      | Grauwe wilgenvouwmot              |            |
| Phylloporia bistrigella         | Gelijnde witvlekmot               |            |
| Phymatopus hecta                | Heidewortelboorder                |            |
| Phytometra viridaria            | Purperuiltje                      |            |
| Pieris brassicae                | Groot koolwitje                   |            |
| Pieris napi                     | Klein geaderd witje               |            |
| Pieris rapae                    | Klein koolwitje                   |            |
| Pima boisduvaliella             | Kraslijnmot                       |            |
| Piniphila bifasciana            | Tweebandbladroller                |            |
| Plagodis dolabraria             | Lindeknotsvlinder                 |            |
| Plagodis pulveraria             | Geelbruine bandspanner            |            |
| Platyedra subcinerea            | Kaasjeskruidmot                   |            |
| Platyperigea kadenii            | Kadeni-stofuil                    |            |
| Platyptilia calodactyla         | Guldenroedevedermot               |            |
| Platyptilia gonodactyla         | Hoefbladvedermot                  |            |
| Platyptilia isodactylus         | Kruiskruidvedermot                |            |
| Platyptilia nemoralis           | Moeraskruiskruidvedermot          |            |
| Platytes alpinella              | Baardsnuitmot                     |            |
| Platytes cerussella             | V-baardsnuitmot                   |            |
| Plebeius argus                  | Heideblauwtje                     |            |
| Plebeius idas                   | Vals heideblauwtje                |            |
| Plebeius optilete               | Veenbesblauwtje                   |            |
| Plemyria rubiginata             | Blauwrandspanner                  |            |
| Pleuroptya ruralis              | Parelmoermot                      |            |
| Pleurota bicostella             | Gemsmot                           |            |
| Plodia interpunctella           | Indische meelmot                  |            |
| Plusia festucae                 | Goudvenstertje                    |            |
| Plusia putnami                  | Moerasgoudvenstertje              |            |
| Plutella porrectella            | Gemarmerd koolmotje               |            |
| Plutella xylostella             | Koolmot                           |            |
| Poecilocampa populi             | Zwarte herfstspinner              |            |
| Polia bombycina                 | Bruine heide-uil                  |            |
| Polia hepatica                  | Gerande marmeruil                 |            |
| Polia nebulosa                  | Marmeruil                         |            |
| Polychrysia moneta              | Gelduil                           |            |
| Polygonia c-album               | Gehakkelde aurelia                |            |
| Polymixis flavicincta           | Gele granietuil                   |            |
| Polymixis lichenea              | Kustuil                           |            |
| Polyommatus coridon             | Bleek blauwtje                    |            |
| Polyommatus icarus              | Icarusblauwtje                    |            |
| Polyommatus semiargus           | Klaverblauwtje                    |            |
| Polyploca ridens                | Groenige orvlinder                |            |
| Polypogon plumigeralis          | Gepluimde snuituil                |            |
| Pontia daplidice                | Resedawitje                       |            |
| Porrittia galactodactyla        | Duinvedermot                      |            |
| Povolnya leucapennella          | Fijngevlekte eikensteltmot        |            |
| Prays fraxinella                | Essenmot                          |            |
| Prays ruficeps                  | Bruine essenmot                   |            |
| Pristerognatha fuligana         | Springzaadbladroller              |            |
| Pristerognatha penthinana       | Lichte springszaadbladroller      |            |
| Prochoreutis myllerana          | Glidkruidmot                      |            |
| Prochoreutis sehestediana       | Zuidelijke glidkruidmot           |            |
| Prolita sexpunctella            | Brede zesvlekpalpmot              |            |
| Prolita solutella               | Zesvlekpalpmot                    |            |
| Proserpinus proserpina          | Teunisbloempijlstaart             |            |
| Protodeltote pygarga            | Donkere marmeruil                 |            |
| Protolampra sobrina             | Moerasheide-aarduil               |            |
| Protoschinia scutosa            | Bonte daguil                      |            |
| Proutia betulina                | Sierlijke zakdrager               |            |
| Psammotis pulveralis            | Wolfspootlichtmot                 |            |
| Pselnophorus heterodactyla      | Bruine vedermot                   |            |
| Pseudargyrotoza conwagana       | Zilvervlekbladroller              |            |
| Pseudatemelia flavifrontella    | Vroege zaksikkelmot               |            |
| Pseudatemelia josephinae        | Zomerzaksikkelmot                 |            |
| Pseudatemelia latipennella      | Oostelijke zaksikkelmot           |            |
| Pseudatemelia subochreella      | Gele zaksikkelmot                 |            |
| Pseudococcyx posticana          | Grijze dennenknopmot              |            |
| Pseudococcyx turionella         | Gewone dennenknopmot              |            |
| Pseudohermenias abietana        | Sparrenbladroller                 |            |
| Pseudoips prasinana             | Zilveren groenuil                 |            |
| Pseudopanthera macularia        | Boterbloempje                     |            |
| Pseudopostega auritella         | Wolfspootoogklepmot               |            |
| Pseudopostega crepusculella     | Muntoogklepmot                    |            |
| Pseudosciaphila branderiana     | Grote populierenbladroller        |            |
| Pseudoswammerdamia combinella   | Rode duifmot                      |            |
| Pseudotelphusa paripunctella    | Stipjespalpmot                    |            |
| Pseudotelphusa scalella         | Pronkpalpmot                      |            |
| Pseudoterpna pruinata           | Grijsgroene zomervlinder          |            |
| Psoricoptera gibbosella         | Eikenborsteltje                   |            |
| Psyche casta                    | Gewone zakdrager                  |            |
| Psyche crassiorella             | Hooglandzakdrager                 |            |
| Pterapherapteryx sexalata       | Kleine blokspanner                |            |
| Pterophorus pentadactyla        | Sneeuwwitte vedermot              |            |
| Pterostoma palpina              | Snuitvlinder                      |            |
| Ptilocephala plumifera          | Pluimzakdrager                    |            |
| Ptilodon capucina               | Kroonvogeltje                     |            |
| Ptilodon cucullina              | Esdoorntandvlinder                |            |
| Ptilophora plumigera            | Pluimspinner                      |            |
| Ptocheuusa paupella             | Alantpalpmot                      |            |
| Ptycholoma lecheana             | Geelbuikbladroller                |            |
| Ptycholomoides aeriferana       | Ravenbladroller                   |            |
| Pungeleria capreolaria          | Dennenbandspanner                 |            |
| Pyralis farinalis               | Grote meelmot                     |            |
| Pyrausta aurata                 | Muntvlindertje                    |            |
| Pyrausta cingulata              | Zwartwitte tijmmot                |            |
| Pyrausta despicata              | Weegbreemot                       |            |
| Pyrausta nigrata                | Stiptijmmot                       |            |
| Pyrausta ostrinalis             | Duinmuntvlinder                   |            |
| Pyrausta porphyralis            | Roestkleurige muntvlinder         |            |
| Pyrausta purpuralis             | Purpermotje                       |            |
| Pyrausta sanguinalis            | Mijtermot                         |            |
| Pyrgus alveus                   | Groot spikkeldikkopje             |            |
| Pyrgus armoricanus              | Bretons spikkeldikkopje           |            |
| Pyrgus carthami                 | witgezoomd spikkeldikkopje        |            |
| Pyrgus cirsii                   | Rood spikkeldikkopje              |            |
| Pyrgus malvae                   | Aardbeivlinder                    |            |
| Pyrgus onopordi                 | Aambeeldspikkeldikkopje           |            |
| Pyronia tithonus                | Oranje zandoogje                  |            |
| Pyrrhia umbra                   | Oranje o-vlinder                  |            |
| Rebelia herrichiella            | Ronde zakdrager                   |            |
| Recurvaria leucatella           | Gordelpalpmot                     |            |
| Recurvaria nanella              | Fruitpalpmot                      |            |
| Reisseronia tarnierella         | Dwergzakdrager                    |            |
| Retinia resinella               | Harsbuilmot                       |            |
| Rhagades pruni                  | Bruine metaalvlinder              |            |
| Rheumaptera hastata             | Speerpuntspanner                  |            |
| Rheumaptera subhastata          | Kleine speerpuntspanner           |            |
| Rhizedra lutosa                 | Herfst-rietboorder                |            |
| Rhodometra sacraria             | Roodstreepspanner                 |            |
| Rhodophaea formosa              | Veelkleurige lichtmot             |            |
| Rhodostrophia vibicaria         | Paarsbandspanner                  |            |
| Rhopobota myrtillana            | Bosbesbladroller                  |            |
| Rhopobota naevana               | Topspinnertje                     |            |
| Rhopobota stagnana              | Duifkruidbladroller               |            |
| Rhopobota ustomaculana          | Prachtbosbesbladroller            |            |
| Rhyacia lucipeta                | Grote bruine grasuil              |            |
| Rhyacia simulans                | Bruine grasuil                    |            |
| Rhyacionia buoliana             | Gewone dennenlotboorder           |            |
| Rhyacionia duplana              | Rechte dennenlotboorder           |            |
| Rhyacionia pinicolana           | Rode dennenlotboorder             |            |
| Rhyacionia pinivorana           | Grijze dennenlotboorder           |            |
| Rhyparia purpurata              | Purperbeer                        |            |
| Rivula sericealis               | Stro-uiltje                       |            |
| Rusina ferruginea               | Randvlekuil                       |            |
| Sabra harpagula                 | Linde-eenstaart                   |            |
| Salebriopsis albicilla          | Geelkoplichtmot                   |            |
| Saturnia pavonia                | Nachtpauwoog                      |            |
| Saturnia pyri                   | Grote nachtpauwoog                |            |
| Satyrium ilicis                 | Bruine eikenpage                  |            |
| Satyrium pruni                  | Pruimenpage                       |            |
| Satyrium w-album                | Iepenpage                         |            |
| Schiffermuelleria schaefferella | Zilverstraalmot                   |            |
| Schoenobius gigantella          | Rietsnuitmot                      |            |
| Schrankia costaestrigalis       | Gepijlde micro-uil                |            |
| Schrankia taenialis             | Gelijnde micro-uil                |            |
| Schreckensteinia festaliella    | Gevorkte mot                      |            |
| Sciota adelphella               | Bandlichtmot                      |            |
| Sciota hostilis                 | Grijze bandlichtmot               |            |
| Sciota rhenella                 | Oranje bandlichtmot               |            |
| Sclerocona acutella             | Mantelmot                         |            |
| Scoliopteryx libatrix           | Roesje                            |            |
| Scoparia ambigualis             | Grijze granietmot                 |            |
| Scoparia basistrigalis          | Oranjevlekgranietmot              |            |
| Scoparia pyralella              | Oranje granietmot                 |            |
| Scoparia subfusca               | Bitterkruidgranietmot             |            |
| Scopula corrivalaria            | Moerasstipspanner                 |            |
| Scopula decorata                | Tijmstipspanner                   |            |
| Scopula emutaria                | Witroze stipspanner               |            |
| Scopula floslactata             | Roomkleurige stipspanner          |            |
| Scopula imitaria                | Ligusterstipspanner               |            |
| Scopula immorata                | Donkere prachtstipspanner         |            |
| Scopula immutata                | Bosspanner                        |            |
| Scopula marginepunctata         | Prachtstipspanner                 |            |
| Scopula nigropunctata           | Zwartstipspanner                  |            |
| Scopula ornata                  | Kantstipspanner                   |            |
| Scopula rubiginata              | Purperen stipspanner              |            |
| Scopula ternata                 | Crème stipspanner                 |            |
| Scopula umbelaria               | Zoomstipspanner                   |            |
| Scotopteryx bipunctaria         | Klaverbandspanner                 |            |
| Scotopteryx chenopodiata        | Bruinbandspanner                  |            |
| Scotopteryx coarctaria          | Gelijnde bruinbandspanner         |            |
| Scotopteryx luridata            | Late bremspanner                  |            |
| Scotopteryx moeniata            | Tandbandspanner                   |            |
| Scotopteryx mucronata           | Vroege bremspanner                |            |
| Scrobipalpa acuminatella        | Distelzandvleugeltje              |            |
| Scrobipalpa artemisiella        | Tijmzandvleugeltje                |            |
| Scrobipalpa atriplicella        | Ganzenvoetzandvleugeltje          |            |
| Scrobipalpa costella            | Vlekzandvleugeltje                |            |
| Scrobipalpa instabilella        | Variabel zandvleugeltje           |            |
| Scrobipalpa nitentella          | Kwelderzandvleugeltje             |            |
| Scrobipalpa obsoletella         | Meldezandvleugeltje               |            |
| Scrobipalpa ocellatella         | Bietzandvleugeltje                |            |
| Scrobipalpa proclivella         | Grijs zandvleugeltje              |            |
| Scrobipalpa salinella           | Zeekraalzandvleugeltje            |            |
| Scrobipalpa samadensis          | Schorzandvleugeltje               |            |
| Scrobipalpula tussilaginis      | Hoefbladpalpmot                   |            |
| Scythris cicadella              | Gevlekte dikkopmot                |            |
| Scythris dissimilella           | Zuidelijke dikkopmot              |            |
| Scythris empetrella             | Eenstipdikkopmot                  |            |
| Scythris ericetella             | Vale heidedikkopmot               |            |
| Scythris ericivorella           | Heidedikkopmot                    |            |
| Scythris grandipennis           | Scythris grandipennis             |            |
| Scythris inspersella            | Wilgenroosjesdikkopmot            |            |
| Scythris knochella              | Streepdikkopmot                   |            |
| Scythris laminella              | Muizenoordikkopmot                |            |
| Scythris limbella               | Lichte dikkopmot                  |            |
| Scythris picaepennis            | Goudspikkelige dikkopmot          |            |
| Scythris potentillella          | Tijmdikkopmot                     |            |
| Scythris siccella               | Kustdikkopmot                     |            |
| Scythris tributella             | Zandkleurige dikkopmot            |            |
| Scythropia crataegella          | Doornspinnertje                   |            |
| Sedina buettneri                | Moeraszeggeboorder                |            |
| Selagia argyrella               | Goudlichtmot                      |            |
| Selagia spadicella              | Rode heidelichtmot                |            |
| Selenia dentaria                | Herculesje                        |            |
| Selenia lunularia               | Lindeherculesje                   |            |
| Selenia tetralunaria            | Halvemaanvlinder                  |            |
| Selidosema brunnearia           | Bruine heispanner                 |            |
| Semioscopis avellanella         | Berkenplatlijf                    |            |
| Semioscopis oculella            | Sikkelplatlijf                    |            |
| Semioscopis steinkellneriana    | Meidoornplatlijf                  |            |
| Senta flammea                   | Gevlamde rietuil                  |            |
| Sesia apiformis                 | Hoornaarvlinder                   |            |
| Sesia bembeciformis             | Gekraagde wespvlinder             |            |
| Setina irrorella                | Tijgerbeertje                     |            |
| Shargacucullia scrophulariae    | Helmkruidvlinder                  |            |
| Shargacucullia verbasci         | Kuifvlinder                       |            |
| Sideridis reticulata            | Gelijnde silene-uil               |            |
| Sideridis rivularis             | Gevorkte silene-uil               |            |
| Sideridis turbida               | Tandjesuil                        |            |
| Siederia listerella             | Buikige zakdrager                 |            |
| Simyra albovenosa               | Kleine rietvink                   |            |
| Siona lineata                   | Vals witje                        |            |
| Sitochroa palealis              | Bruidsmot                         |            |
| Sitochroa verticalis            | Fijne golfbandmot                 |            |
| Sitotroga cerealella            | Graanmot                          |            |
| Smerinthus ocellatus            | Pauwoogpijlstaart                 |            |
| Sophronia semicostella          | Bruine zoompalpmot                |            |
| Sorhagenia janiszewskae         | Wegedoorntwijgmot                 |            |
| Sorhagenia rhamniella           | Wegedoornknopmot                  |            |
| Spaelotis ravida                | Donkere aarduil                   |            |
| Spargania luctuata              | Witbandspanner                    |            |
| Sparganothis pilleriana         | Aardbeibladroller                 |            |
| Spatalistis bifasciana          | Azuurbladroller                   |            |
| Sphinx ligustri                 | Ligusterpijlstaart                |            |
| Sphinx pinastri                 | Dennenpijlstaart                  |            |
| Spialia sertorius               | Kalkgraslanddikkopje              |            |
| Spilonota laricana              | Bonte lariksbladroller            |            |
| Spilonota ocellana              | Rode knopbladroller               |            |
| Spilosoma lubricipeda           | Witte tijger                      |            |
| Spilosoma lutea                 | Gele tijger                       |            |
| Spilosoma urticae               | Sneeuwbeer                        |            |
| Spodoptera exigua               | Florida-uil                       |            |
| Spoladea recurvalis             | Spinaziemot                       |            |
| Spudaea ruticilla               | Spudaea ruticilla                 |            |
| Spuleria flavicaput             | Geelkopmot                        |            |
| Spulerina simploniella          | Eikenbaststeltmot                 |            |
| Stathmopoda pedella             | Pootmot                           |            |
| Stauropus fagi                  | Eekhoorn                          |            |
| Stegania cararia                | Zoomvlekspanner                   |            |
| Stegania trimaculata            | Drievlekspanner                   |            |
| Stenolechia gemmella            | Eikenpalpmot                      |            |
| Stenolechiodes pseudogemmellus  | Vroege eikenpalpmot               |            |
| Stenoptilia bipunctidactyla     | Tweevlekvedermot                  |            |
| Stenoptilia pneumonanthes       | Gentiaanvedermot                  |            |
| Stenoptilia pterodactyla        | Ereprijsvedermot                  |            |
| Stenoptilia stigmatodactylus    | Schuinstipvedermot                |            |
| Stenoptilia zophodactylus       | Duizendguldenkruidvedermot        |            |
| Stenoptinea cyaneimarmorella    | Azuurblauwmot                     |            |
| Stephensia brunnichella         | Halsbandmineermot                 |            |
| Sterrhopterix fusca             | Grijze heidezakdrager             |            |
| Stictea mygindiana              | Bosbeslijnbladroller              |            |
| Stigmella aceris                | Esdoornmineermot                  |            |
| Stigmella aeneofasciella        | Messingbandmineermot              |            |
| Stigmella alnetella             | Zwartkraagelzenmineermot          |            |
| Stigmella anomalella            | Bruine rozenmineermot             |            |
| Stigmella assimilella           | Ratelpopuliermineermot            |            |
| Stigmella atricapitella         | Zwartkopeikenmineermot            |            |
| Stigmella aurella               | Braammineermot                    |            |
| Stigmella basiguttella          | Boogjes-eikenmineermot            |            |
| Stigmella betulicola            | Sociale berkenmineermot           |            |
| Stigmella carpinella            | Haagbeukmineermot                 |            |
| Stigmella catharticella         | Wegedoornmineermot                |            |
| Stigmella centifoliella         | Gelijnde rozenmineermot           |            |
| Stigmella confusella            | Donkere berkenmineermot           |            |
| Stigmella continuella           | Groene berkenmineermot            |            |
| Stigmella crataegella           | Zuidelijke meidoornmineermot      |            |
| Stigmella floslactella          | Hazelaarmineermot                 |            |
| Stigmella freyella              | Windemineermot                    |            |
| Stigmella glutinosae            | Witkraagelzenmineermot            |            |
| Stigmella hemargyrella          | Zilverbandbeukenmineermot         |            |
| Stigmella hybnerella            | Meidoornmineermot                 |            |
| Stigmella incognitella          | Appelhoekmineermot                |            |
| Stigmella lapponica             | Vroege berkenmineermot            |            |
| Stigmella lemniscella           | Iepenbladrandmineermot            |            |
| Stigmella luteella              | Late berkenmineermot              |            |
| Stigmella magdalenae            | Grijze lijsterbesmineermot        |            |
| Stigmella malella               | Appelbladmineermot                |            |
| Stigmella microtheriella        | Slanke mineermot                  |            |
| Stigmella minusculella          | Minuscule perenmineermot          |            |
| Stigmella myrtillella           | Bosbesmineermot                   |            |
| Stigmella nylandriella          | Gewone lijsterbesmineermot        |            |
| Stigmella obliquella            | Gewone wilgenmineermot            |            |
| Stigmella oxyacanthella         | Boogjesmineermot                  |            |
| Stigmella perpygmaeella         | Meidoornhoekmineermot             |            |
| Stigmella plagicolella          | Pruimenballonmot                  |            |
| Stigmella poterii               | Tormentilmineermot                |            |
| Stigmella prunetorum            | Spiraalmineermot                  |            |
| Stigmella pyri                  | Perenbladmineermot                |            |
| Stigmella regiella              | Veelkleurige mineermot            |            |
| Stigmella roborella             | Gewone eikenmineermot             |            |
| Stigmella ruficapitella         | Variabele eikenmineermot          |            |
| Stigmella sakhalinella          | Bladrand-berkenmineermot          |            |
| Stigmella salicis               | Boswilgmineermot                  |            |
| Stigmella samiatella            | Bruine eikenmineermot             |            |
| Stigmella sorbi                 | Lijsterbesblaasmijnmot            |            |
| Stigmella speciosa              | Bruine esdoornmineermot           |            |
| Stigmella splendidissimella     | Sierlijke braammineermot          |            |
| Stigmella svenssoni             | Zwarte eikenmineermot             |            |
| Stigmella tiliae                | Lindemineermot                    |            |
| Stigmella tityrella             | Beukenmineermot                   |            |
| Stigmella trimaculella          | Populierenmineermot               |            |
| Stigmella ulmariae              | Spireamineermot                   |            |
| Stigmella ulmivora              | Iepenmineermot                    |            |
| Stigmella viscerella            | Stigmella viscerella              |            |
| Stigmella zelleriella           | Rookkleurige mineermot            |            |
| Strophedra nitidana             | Zwarte eikenbladroller            |            |
| Strophedra weirana              | Beukenbladroller                  |            |
| Swammerdamia caesiella          | Egale duifmot                     |            |
| Swammerdamia pyrella            | Duifmot                           |            |
| Synanthedon culiciformis        | Berkenglasvlinder                 |            |
| Synanthedon formicaeformis      | Wilgenwespvlinder                 |            |
| Synanthedon myopaeformis        | Appelglasvlinder                  |            |
| Synanthedon spheciformis        | Elzenwespvlinder                  |            |
| Synanthedon spuleri             | Spulers wespvlinder               |            |
| Synanthedon tipuliformis        | Bessenglasvlinder                 |            |
| Synanthedon vespiformis         | Eikenwespvlinder                  |            |
| Synaphe punctalis               | Pinokkiomot                       |            |
| Syncopacma albipalpella         | Zuidelijke bandpalpmot            |            |
| Syncopacma captivella           | Grote bandpalpmot                 |            |
| Syncopacma cinctella            | Vale bandpalpmot                  |            |
| Syncopacma larseniella          | Bandpalpmot                       |            |
| Syncopacma taeniolella          | Brede bandpalpmot                 |            |
| Syncopacma vinella              | Fraaie bandpalpmot                |            |
| Syndemis musculana              | Struikbladroller                  |            |
| Syngrapha interrogationis       | Schijn-gamma-uil                  |            |
| Synopsia sociaria               | Zuidelijke spikkelspanner         |            |
| Synthymia fixa                  | Gouden daguil                     |            |
| Taleporia tubulosa              | Sigaarzakdrager                   |            |
| Teleiodes flavimaculella        | Donkere maanpalpmot               |            |
| Teleiodes luculella             | Maanpalpmot                       |            |
| Teleiodes saltuum               | Korrelpalpmot                     |            |
| Teleiodes vulgella              | Gammapalpmot                      |            |
| Teleiodes wagae                 | Lichte korrelpalpmot              |            |
| Teleiopsis diffinis             | Fraaie korrelpalpmot              |            |
| Telephila schmidtiellus         | Telephila schmidtiellus           |            |
| Tenaga nigripunctella           | Antennemot                        |            |
| Tethea ocularis                 | Peppel-orvlinder                  |            |
| Tethea or                       | Orvlinder                         |            |
| Tetheella fluctuosa             | Berken-orvlinder                  |            |
| Thalera fimbrialis              | Geblokte zomervlinder             |            |
| Thalpophila matura              | Geelvleugeluil                    |            |
| Thaumetopoea processionea       | Eikenprocessievlinder             |            |
| Thecla betulae                  | Sleedoornpage                     |            |
| Thera britannica                | Schijn-sparspanner                |            |
| Thera variata                   | Sparspanner                       |            |
| Thera britannica                | Schijn-sparspanner                |            |
| Thera firmata                   | Hoekbanddennenspanner             |            |
| Thera juniperata                | Jeneverbesspanner                 |            |
| Thera variata                   | Sparspanner                       |            |
| Thera obeliscata                | Naaldboomspanner                  |            |
| Thera variata                   | Sparspanner                       |            |
| Theresimima ampellophaga        | Wingerdmetaalvlinder              |            |
| Theria primaria                 | Meidoornspanner                   |            |
| Theria rupicapraria             | Late meidoornspanner              |            |
| Thiodia citrana                 | Citroenbladroller                 |            |
| Thiotricha subocellea           | Kustoogje                         |            |
| Thisanotia chrysonuchella       | Duingrasmot                       |            |
| Tholera cespitis                | Donkere grasuil                   |            |
| Tholera decimalis               | Gelijnde grasuil                  |            |
| Thumatha senex                  | Rondvleugelbeertje                |            |
| Thyatira batis                  | Braamvlinder                      |            |
| Thymelicus acteon               | Dwergdikkopje                     |            |
| Thymelicus lineola              | Zwartsprietdikkopje               |            |
| Thymelicus sylvestris           | Geelsprietdikkopje                |            |
| Thyris fenestrella              | Bosrankvlinder                    |            |
| Tiliacea aurago                 | Saffraangouduil                   |            |
| Tiliacea citrago                | Lindegouduil                      |            |
| Timandra comae                  | Lieveling                         |            |
| Tinagma balteolella             | Witvleklepelmot                   |            |
| Tinagma ocnerostomella          | Dwerglepelmot                     |            |
| Tinagma perdicella              | Lepelmot                          |            |
| Tinea columbariella             | Egale pelsmot                     |            |
| Tinea dubiella                  | Bruine pelsmot                    |            |
| Tinea pellionella               | Gewone pelsmot                    |            |
| Tinea semifulvella              | Auroramot                         |            |
| Tinea steueri                   | Scherpe pelsmot                   |            |
| Tinea translucens               | Tinea translucens                 |            |
| Tinea trinotella                | Gele pelsmot                      |            |
| Tineola bisselliella            | Klerenmot                         |            |
| Tischeria decidua               | Hoefijzervlekmot                  |            |
| Tischeria dodonaea              | Bruine eikenvlekmot               |            |
| Tischeria ekebladella           | Gewone eikenvlekmot               |            |
| Tortricodes alternella          | Voorjaarsbladroller               |            |
| Tortrix viridana                | Eikenbladroller                   |            |
| Trachea atriplicis              | Meldevlinder                      |            |
| Triaxomasia caprimulgella       | Ivoorkroeskopje                   |            |
| Triaxomera fulvimitrella        | Nonnetjeszwammot                  |            |
| Triaxomera parasitella          | Zwammenmot                        |            |
| Trichiura crataegi              | Grijsbandspinner                  |            |
| Trichophaga tapetzella          | Roomtipje                         |            |
| Trichoplusia ni                 | Ni-uil                            |            |
| Trichopteryx carpinata          | vroege blokspanner                |            |
| Trichopteryx polycommata        | Ligusterblokspanner               |            |
| Trifurcula cryptella            | Eenvlekrolklavermineermot         |            |
| Trifurcula eurema               | Gebandeerde rolklavermineermot    |            |
| Trifurcula headleyella          | Brunelmineermot                   |            |
| Trifurcula immundella           | Gewone drievorkmot                |            |
| Trifurcula squamatella          | Grote drievorkmot                 |            |
| Trifurcula subnitidella         | Geelvlekdrievorkmot               |            |
| Triodia sylvina                 | Oranje wortelboorder              |            |
| Triphosa dubitata               | Grote boomspanner                 |            |
| Trisateles emortualis           | Geellijnsnuituil                  |            |
| Tyria jacobaeae                 | sint-jacobsvlinder                |            |
| Tyta luctuosa                   | Akkerwinde-uil                    |            |
| Udea ferrugalis                 | Oranje kruidenmot                 |            |
| Udea fulvalis                   | Zuidelijke kruidenmot             |            |
| Udea lutealis                   | Witte kruidenmot                  |            |
| Udea numeralis                  | Tandjeskruidenmot                 |            |
| Udea olivalis                   | Witvlekkruidenmot                 |            |
| Udea prunalis                   | Grijze kruidenmot                 |            |
| Uresiphita gilvata              | Geelvleugelmot                    |            |
| Utetheisa pulchella             | Prachtbeer                        |            |
| Vanessa atalanta                | Atalanta                          |            |
| Vanessa cardui                  | Distelvlinder                     |            |
| Vitula biviella                 | Katjeslichtmot                    |            |
| Watsonalla binaria              | Gele eenstaart                    |            |
| Watsonalla cultraria            | Beukeneenstaart                   |            |
| Wheeleria spilodactylus         | Malrovevedermot                   |            |
| Whittleia retiella              | Kustzakdrager                     |            |
| Witlesia pallida                | Moerasgranietmot                  |            |
| Xanthia gilvago                 | Iepengouduil                      |            |
| Xanthia icteritia               | Gewone gouduil                    |            |
| Xanthia ocellaris               | Populierengouduil                 |            |
| Xanthia togata                  | wilgengouduil                     |            |
| Xanthorhoe biriviata            | Springzaadbandspanner             |            |
| Xanthorhoe designata            | Koolbandspanner                   |            |
| Xanthorhoe ferrugata            | Vierbandspanner                   |            |
| Xanthorhoe fluctuata            | Zwartbandspanner                  |            |
| Xanthorhoe montanata            | Geoogde bandspanner               |            |
| Xanthorhoe quadrifasiata        | Grote vierbandspanner             |            |
| Xanthorhoe spadicearia          | Bruine vierbandspanner            |            |
| Xenolechia aethiops             | Dopheidezwerfmot                  |            |
| Xestia agathina                 | Late heide-uil                    |            |
| Xestia baja                     | Bruine zwartstipuil               |            |
| Xestia castanea                 | Kastanjebruine uil                |            |
| Xestia c-nigrum                 | Zwarte c-uil                      |            |
| Xestia ditrapezium              | Trapeziumuil                      |            |
| Xestia sexstrigata              | Zesstreepuil                      |            |
| Xestia stigmatica               | Ruituil                           |            |
| Xestia triangulum               | Driehoekuil                       |            |
| Xestia xanthographa             | Vierkantvlekuil                   |            |
| Xylena exsoleta                 | Roetvlek                          |            |
| Xylena vetusta                  | Houtkleurige vlinder              |            |
| Xylocampa areola                | Kamperfoelie-uil                  |            |
| Yponomeuta cagnagella           | Kardinaalsmutsstippelmot          |            |
| Yponomeuta evonymella           | Vogelkersstippelmot               |            |
| Yponomeuta irrorella            | Waasjesstippelmot                 |            |
| Yponomeuta malinellus           | Appelstippelmot                   |            |
| Yponomeuta padella              | Meidoornstippelmot                |            |
| Yponomeuta plumbella            | Grootvlekstippelmot               |            |
| Yponomeuta rorrella             | Wilgenstippelmot                  |            |
| Yponomeuta sedella              | Hemelsleutelstippelmot            |            |
| Ypsolopha alpella               | Eikenspitskopmot                  |            |
| Ypsolopha dentella              | Bonte spitskopmot                 |            |
| Ypsolopha horridella            | Grijze spitskopmot                |            |
| Ypsolopha lucella               | Oranje spitskopmot                |            |
| Ypsolopha mucronella            | Smalvleugelspitskopmot            |            |
| Ypsolopha nemorella             | Lichte spitskopmot                |            |
| Ypsolopha parenthesella         | Witvlekspitskopmot                |            |
| Ypsolopha scabrella             | Gelijnde spitskopmot              |            |
| Ypsolopha sequella              | Panterspitskopmot                 |            |
| Ypsolopha sylvella              | Gele spitskopmot                  |            |
| Ypsolopha ustella               | Variabele spitskopmot             |            |
| Ypsolopha vittella              | Zwartvlekspitskopmot              |            |
| Zanclognatha lunalis            | Maansnuituil                      |            |
| Zanclognatha tarsipennalis      | Lijnsnuituil                      |            |
| Zeiraphera griseana             | Grijze lariksbladroller           |            |
| Zeiraphera isertana             | Grootkopbladroller                |            |
| Zeiraphera ratzeburgiana        | Naaldboombladroller               |            |
| Zeiraphera rufimitrana          | Roodkopbladroller                 |            |
| Zelleria hepariella             | Essenmineermot                    |            |
| Zeuzera pyrina                  | Gestippelde houtvlinder           |            |
| Zophodia grossulariella         | Kruisbeslichtmot                  |            |
| Zygaena filipendulae            | sint-jansvlinder                  |            |
| Zygaena trifolii                | Vijfvlek-sint-jansvlinder         |            |
| Zygaena viciae                  | Kleine sint-jansvlinder           |            |